# 新幹線

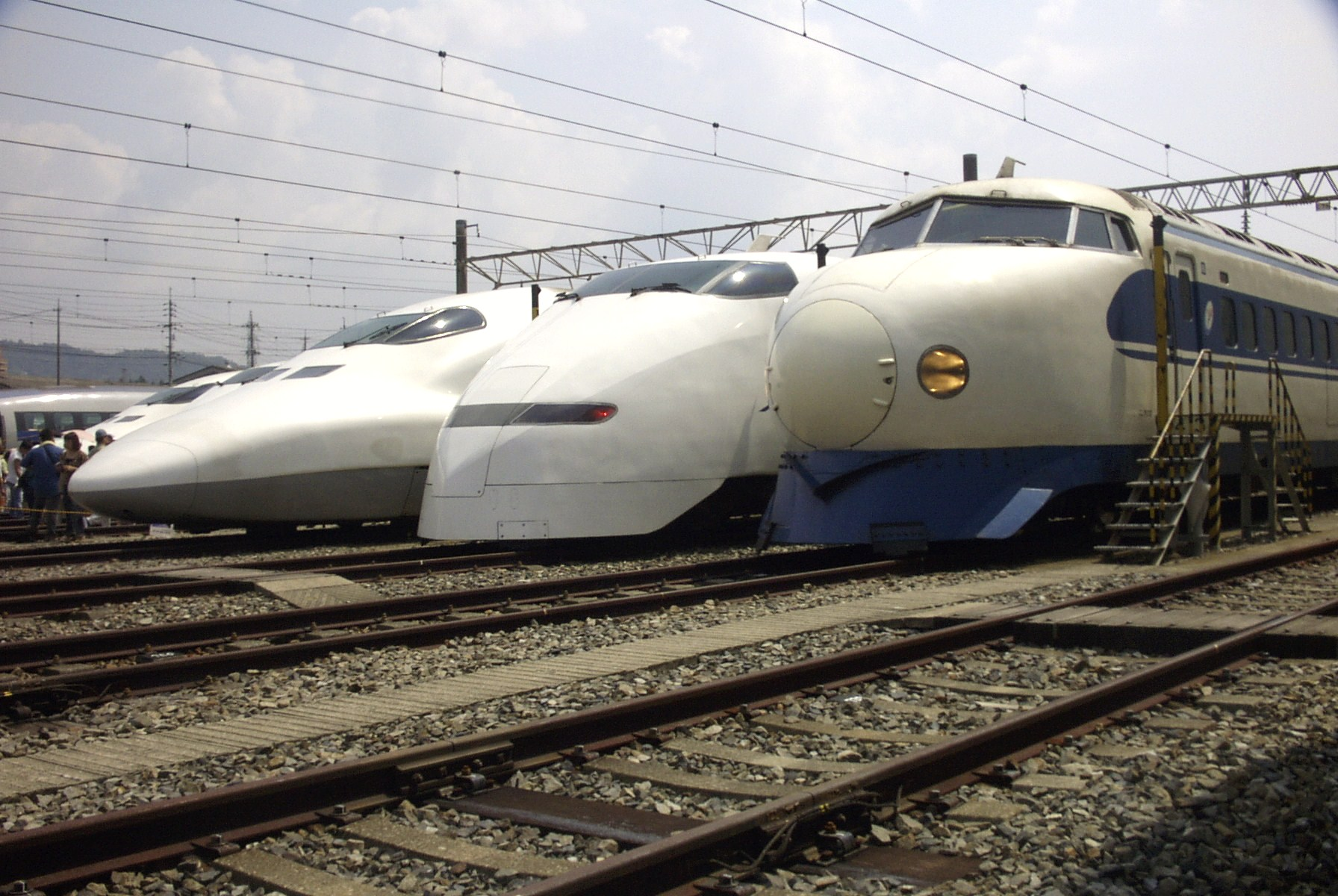
東海道、山陽新幹線歷代車輛。左起700系、300系、0系

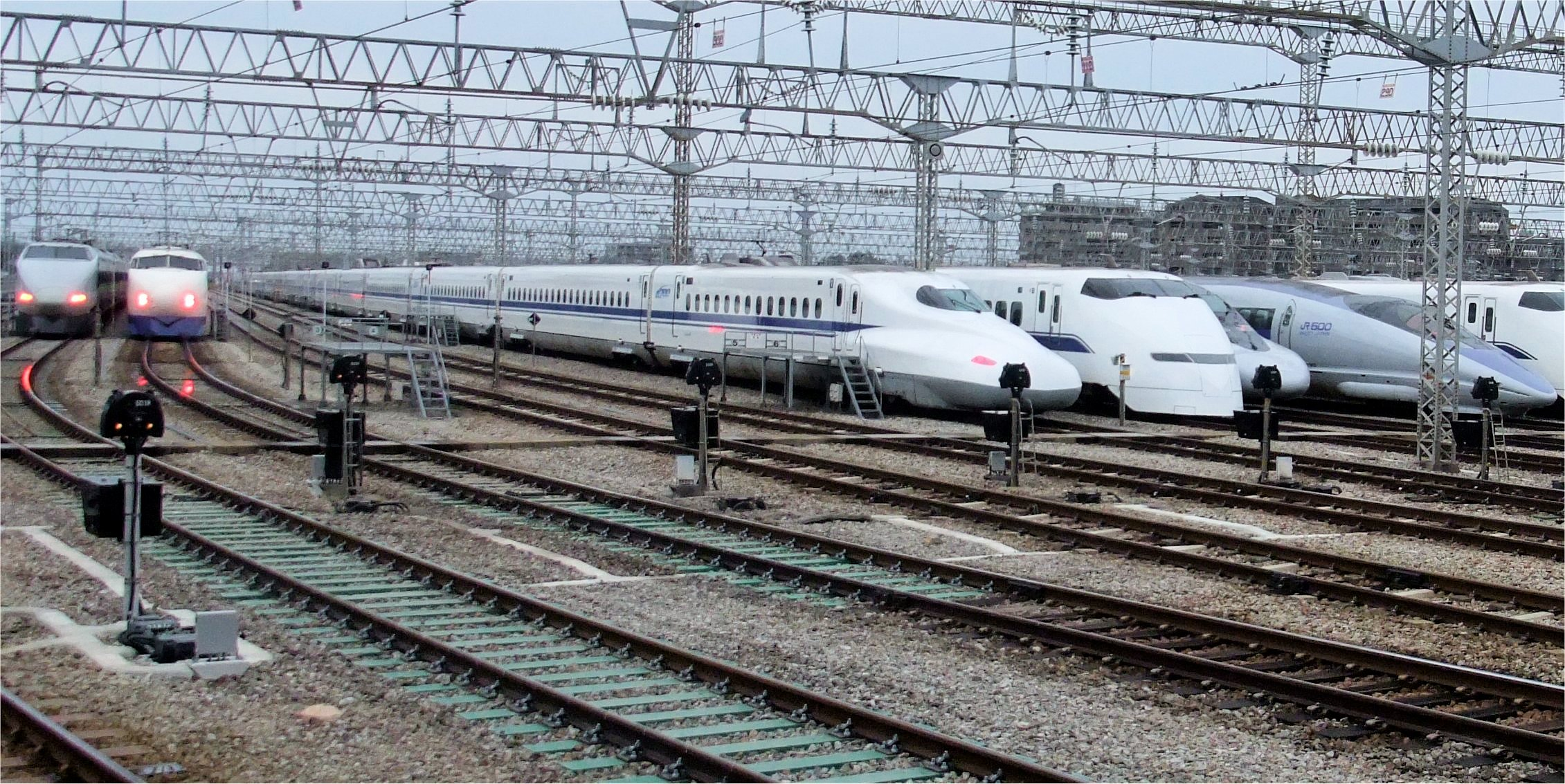
東海道、山陽新幹線歷代車輛。左起100系、0系、N700系、300系、700系E編組、500系、300系

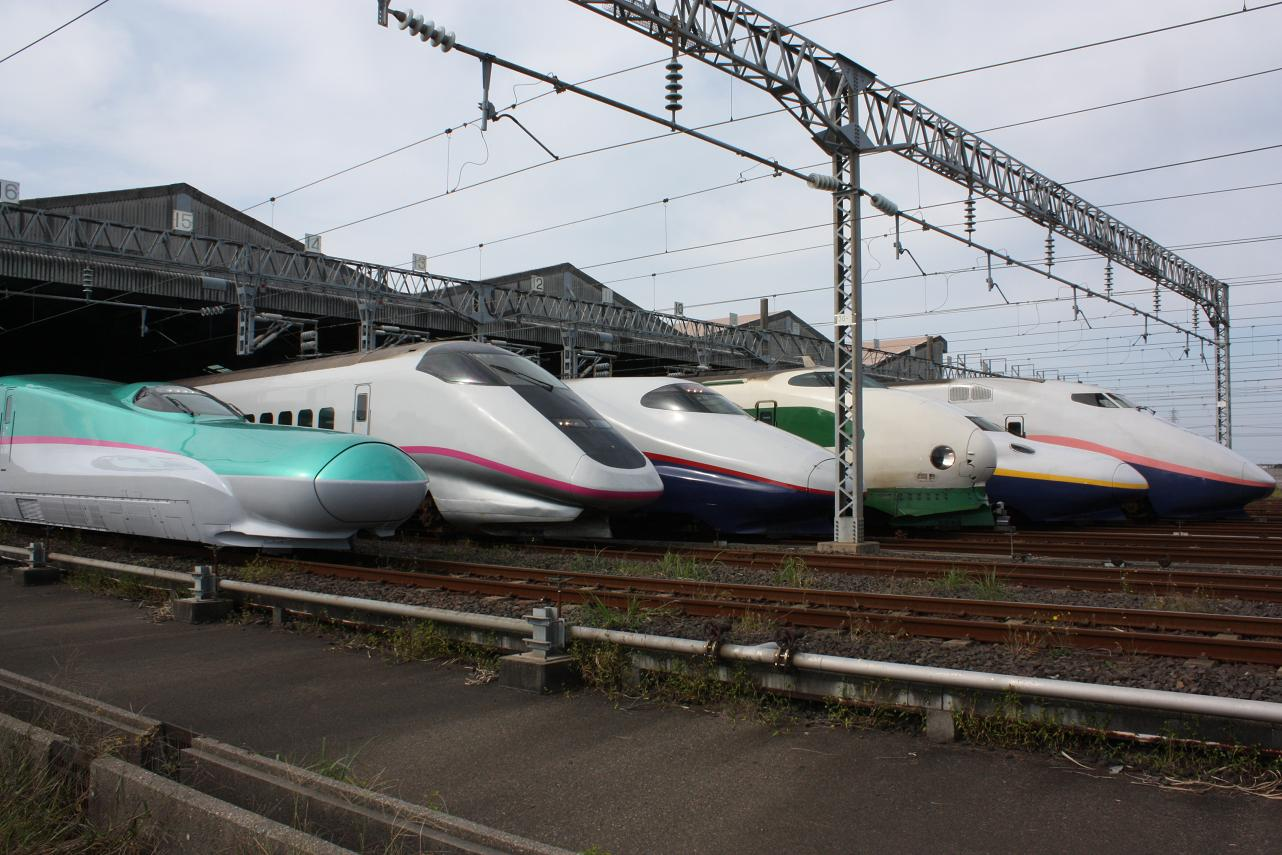
東北、上越、長野（北陸）新幹線歷代车辆。左起E5系、E3系、E2系、200系、E4系、E1系

新幹線（日语：／ Shinkansen */?）是日本的高速鐵路系統，也是全世界第一個投入商業營運的高速鐵路系統，採用標準軌（軌距為1,435毫米）、並為純客運服務。第一條路線是連結東京與大阪的東海道新幹線，於東京奧運開幕前的1964年10月1日通車營運。經過多年擴展，目前有10條路線，其中包含2條路線較短的「迷你新幹線」，將多數日本大型都市連結起來。最初由日本國有鐵道研發與營運，國鐵分割民營化後由JR集團接續，目前由JR北海道、JR東日本、JR東海、JR西日本、JR九州等5家JR公司提供服務。
新幹線是以同時適合快速及大量運輸而設計，因而其建造與營運技術均有別於傳統鐵路，例如全面採用動力分散式列車、軌道全面採用立體交叉、首創列车自动控制系统等。最短可以3分鐘的班距運行。除了迷你新幹線之外，列車運行最高車速依路線可達到每小時240至320公里，但在進行速度測試時，曾創下每小時443公里的最高紀錄（由「300X」實驗列車在1996年所創下）。身為日本鐵路技術居於世界頂尖的重要象徵，新幹線的技術也向海外輸出，如台灣高鐵及施工中的印度高速鐵路；做為系统基礎而採用新幹線系統部分技術的高速鐵路，有英國1號高速鐵路、中國大陸高速鐵路、美國德州中央鐵路等。

## 名稱
新幹線最初稱為「新幹線鐵道」，這是相對於當時一般的國鐵路線（即日後所稱的「在來線」）而產生的名稱，新幹線的第一條路線——東海道新幹線，便是為擴充既有的東海道本線而建的鐵路幹線。為推動新幹線興建而立法的《全國新幹線鐵道整備法》中，將新幹線定義為「列車在主要區間能夠以每小時200公里以上的高速度行駛之幹線鐵路」，針對新幹線運輸安全而立法的《新幹線特例法》也採用這個定義，因此迷你新幹線、以及未來將以磁浮列車運行的中央新幹線，都不在這兩個法律的規範範圍內。
日本以外常稱新幹線為「子彈列車」/「子彈火車」或是「超特急列車」（Super Express），之後日语罗马字的名稱也逐漸廣為使用。此外，東海道新幹線在通車時也曾經計劃稱為「新東海道線」（New Tokaido Line）。雖然現在車站內的英文告示板上稱新幹線為，但在表示列車名稱時仍然採用的稱呼，例如希望號列車上的英文廣播之一為（各位乘客，歡迎搭乘新幹線，本列車是開往東京的希望號超特急列車）。

## 歷史

### 新技術與新軌距
1872年，從東京的新橋至橫濱的日本第一條鐵道開通。該線路採用了窄軌（軌距為1,067mm）。日本鐵路採用窄軌的原因眾說紛紜，最有可能的兩種說法都和英國有關（英國的殖民地鐵路大多使用窄軌）。
- 一則英國的鐵路工程師認為日本地形崎嶇，適合修建窄軌。但由于南非、挪威等國的窄軌鐵路最小彎道半徑遠低於日本最初修建的鐵路，日本的鐵路不可能為了適應地形、規定更小的轉彎半徑而使用窄軌[3]。

- 二則發明雙轉向架鉸接機車（英语：Fairlie_locomotive）的羅伯特·弗朗西斯·費爾利（英语：Robert_Francis_Fairlie）認為新技術可以使造價更低的窄軌鐵路承擔和標準軌鐵路相同的運量[4]。

1918年试行改轨的寺内正毅内阁因为米骚动垮台，直到1922年，為日本帝國的擴張，主張接駁歐亞大陸鐵路的標準軌方案才胜过了主张新建窄轨可以接驳既有线的方案。

#### 標準軌幹線计划
在1932年和1937年中日战争由满洲延烧华北之后，东海道・山阳既有線的輸送能力達到極限。1938年12月2日，日本鐵路省設立了“鐵路幹線調查分科會”。1939年7月12日，昭和天皇下令在鐵路省成立“鐵路幹線調查會”，同年11月，研究改善運力的調查初步完成，調查认为“需在同一路段铺设高标准铁路”。1939年，與上述兩线平行的新线開始勘查。1943年因戰事吃緊，工程的新丹那隧道在還剩500m貫通的位置停工，竣工的日本坂隧道和新東山隧道在1944年撥給既有線使用。在战时体制下，当时建设用地都是以极低廉的价格在不经协商的情况下从沿线土地所有者手中（相當於強徵）取得的，亦有不少很多土地是借美軍轰炸，城市地價低迷，日本國鐵藉機收購的，如當時以低價收購了豐橋被燃燒彈遭空袭的區域，戰後東海道・山陽新幹線的建設仍然使用到戰時徵收的土地，因為日本最高法院判決國鐵敗訴，國鐵不得不改線和重新收購土地，東海道新干线隧道因此較多。

#### 動集與動力分散之爭
儘管大運量的幹線鐵路需要電氣化，但是在战前修建前述的軍方限制了電氣化區間，理由是戰時發配電設施易受到攻擊，致使鐵路癱瘓，所以在寬軌幹線的計劃中蒸汽機車和電力機車併用，只有東京地區到靜岡、名古屋到姬路的區間電氣化。
1950年韩战爆发，日本经济借特需景氣走出了战败后的混乱期，城際交通的需求強烈上升。而此時國鐵也吸收了原來滿鐵和日本帝國陸海軍的人才，高速鐵路車輛的氣動、穩定等性能方面的研究因此有很大進展。

#### 来自小田急的帮助
1954年后，大型民营铁路业者開始陸續引入高度性能優良，在高速下仍然稳定的新型電車。日本国铁顺应潮流，于1957年推出了新型101系電力動車組。和101系電力動車組開始運行的同一年，在隸屬於日本國鐵的鐵路技術研究所的技術指導下，小田急電鐵也完成了流線型低重心列車3000形SE的研發。設計者對車型的速度有很大野心，但是因為小田急的線路彎道多，原訂145公里/小時的最高速度很難實踐，所以小田急要以和JNR共用實驗數據為條件，把試運行改到軌道條件良好的國鐵線路上。國鐵方面很快接受了交換條件，從小田急借來了3000形SE，於1957年9月在東海道本線上試運行，達到了創世界窄軌列車紀錄的設計最高時速145公里/小時。同年11月，國鐵也在東海道本線上試運行101系動車組，雖然該車作爲通勤電力動車組，氣動性能不好，但還是達到了135公里/小時的最高速度。
1958年，日本國鐵利用101系動車組的技術生產了151系列車，承擔特快車次，其氣動性能良好、車體輕盈重心低、附冷暖空調、而且裝備了空氣懸掛。1959年7月，在動拖比改爲3的情況下在東海道本線的金谷站-燒津站區間實驗，刷新了3000型SE的記錄。这证实了新干线车辆使用动力分散式列車的优势。
1955年以来，日本国铁一直在尝试於铁路上使用交流電。国铁因此曾派代表团到巴黎，计划购买五辆窄轨交流电机车来研究，但是最終谈判破裂。后来日本国内企业自行研发出了可适用于50Hz工频单相电的机车ED44 1(日立制作所研制)和ED45 1(三菱重工研制)。

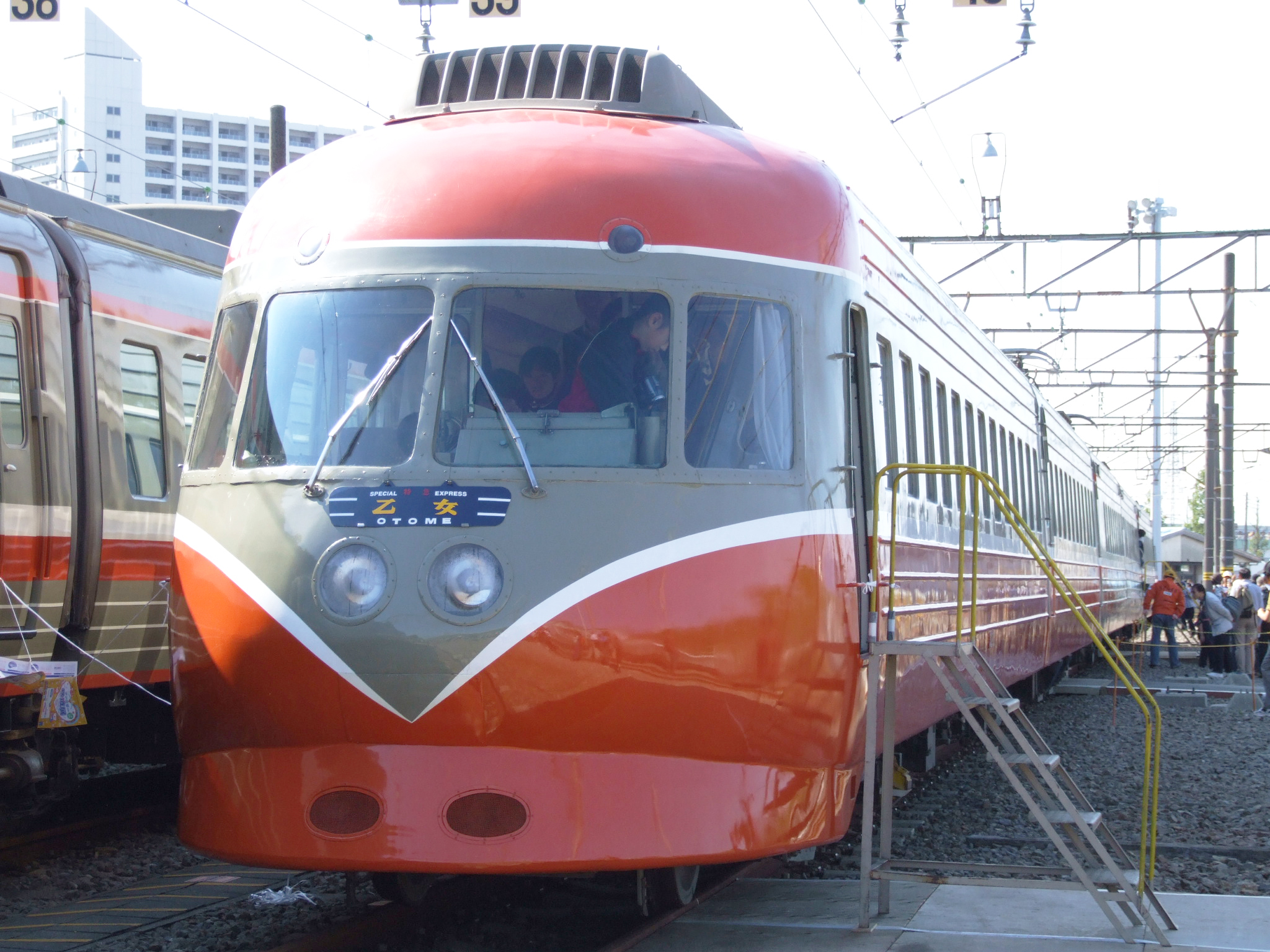
承擔「浪漫特快」車次的小田急3000型SE

### 未成線

#### 上越新幹線新宿站
在经过多次工期推迟之后，上越新干线大宫至新潟站间的区间于1982年6月23日投入使用，和东北新幹線在大宫合流。但是大宫-新潟间的工区獨立於東京都方面的施工計畫，东京都方面并无具体施工计划（施工志中称为“别途工事实施计画”），分别到东京站和新宿站的工作仍未完成。
在武藏野线完工后，经由山手货物线和东北货物线的货物列车大为减少，1971年JNR和铁道建设公团计划上越新干线经东北货物线和山手货物线的路廊进入地下的站台，上蓋高島屋時代廣場。但是由於湘南新宿线於1984年开通由宇都宮和高崎，途經山手貨物線到達新宿的路段，挤占了上越新干线的用地，加上1988年长野新干线的开业使得东京站的新干线營運能力达到极限，JR東日本於是重新考量在湘南新宿线的地下建造隧道，实现当年的构想。但最終高达7000亿日元的建设费用迫使解决方案改为在东京站新设月台。

#### 成田新幹線

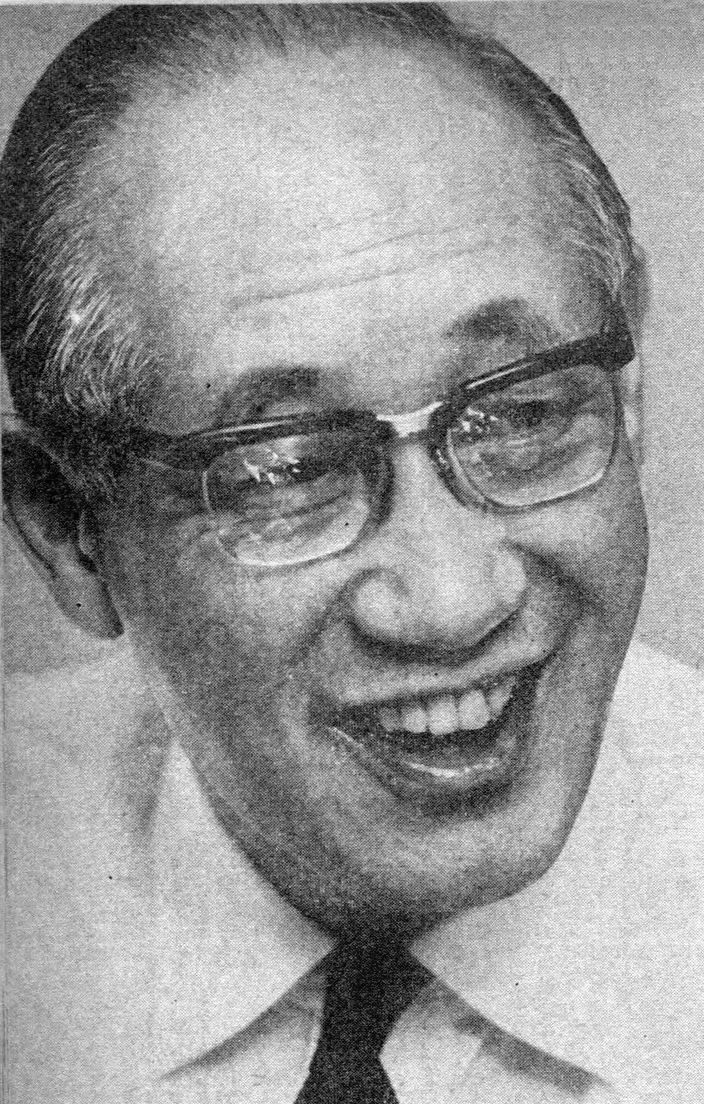
左翼革新知事美濃部亮吉

連結東京市區及成田機場的成田新幹線，施工計畫方案於1972年獲批准，1974年2月動工。尽管成田机场的反对者亦对作为机场象征的成田新干线作出反对，但成田新干线的反对者和成田机场的反对者是两个不同群体。

反對成田新幹線者主要是千葉縣浦安町和東京都江戶川區的居民，理由是沿線居民既被迫承受噪音和振動，經過的線路又不設站。江戶川區的居民還起訴當時的運輸大臣，以求撤回施工許可，但最終被日本最高法院駁回。此外，東京都知事美濃部亮吉亦反對建設成田新幹線，甚至時任千葉縣知事友納武人也反對施工計畫。
我並非絕對地反對成田新幹線，只是無法認同現在的計畫。

 — 友納武人， 

雖然最高法院駁回了撤銷施工許可的訴訟請求，市川市、船橋市和浦安町等沿線自治體還是達成了反對成田新幹線的決議，成田新幹線因難以徵地而擱淺。1987年日本國鐵分割民營化後成為JR集團，因此成田新幹線計畫從法律意義上失效。

JR北海道的新幹線標誌
JR東日本的新幹線標誌
JR東海的新幹線標誌
JR西日本的新幹線標誌
JR九州的新幹線標誌

## 新干线與政治

### 大宫-东京区间的利益诉求
1969年台東區就通過了決議，要改建上野站使之成為東北新幹線的始發站。1971年日本國鐵敲定東北新幹線建設計畫，不設上野站，在日暮里站附近入地，在地下依次通過鶯谷站、上野公園不忍池東側和御徒町站，到秋葉原站附近出地面(這條路線曲線半徑大)。1972年，東京都知事美濃部亮吉和上野公園管理者反對隧道方案，因為隧道修建會讓不忍池漏水乾枯，阻絕上野公園植被的灌溉，知事認為以破壞不忍池為代價追求新幹線的速度，實則是日本國盲目追求GNP增長的縮影。1973年的东北・上越新干线反对运动使得台東區引進新幹線站的行動在1976年再起，台東區長和上野、御徒町、鶯谷、日暮里地區的3500名居民連署陳情。
1975年山陽新幹線全线開通至博多站，列車增發造成東京站新幹線時間表排圖擁擠混亂，需要增建至三面六線月台應付需求；剩下預留給東北·上越新幹線的只有一面兩線站台，不足應付班次流量，因而國鐵決定暫定以上野站爲东北・上越新干线始發站。
| 站台類型 | 東海道·山陽新幹線站台 | 東北·山形·秋田·北海道·北陆·上越新幹線站台 | 東北·山形·秋田·北海道·北陆·上越新幹線站台 |
| -------- | --------------------- | ----------------------------------------- | ----------------------------------------- |
| 配線分類 | 3面6到發線            | 2面4到發線                                | 2面4到發線                                |
| 構內圖   |                       |                                           |                                           |
| 站點     | 東京站                | 東京站                                    | 上野站                                    |

### 政治分肥
自民黨長期執政有賴於基礎設施建設的政治分肥（日语：利益誘導）。上越新幹線越後湯澤站和長岡站間放棄直線路徑，改為繞行一段“〉”形的線路，兩站間增設每天僅688人乘新幹線的浦佐站，這種反常状况是在田中角榮的干涉下出現的，因為站所在的南魚沼市是田中的重要選區。站東口設立了紀念田中角榮的銅像，紀念他引入新幹線。

## 新幹線主要使用技術
為了在新幹線的區間內能夠讓列車以超過時速200公里的速度運行，因此採用了許多與在來線不同的技術，希望不但在速度上，在乘客安全與搭乘舒適度上都能達到最高標準。

### 路線與軌道設施

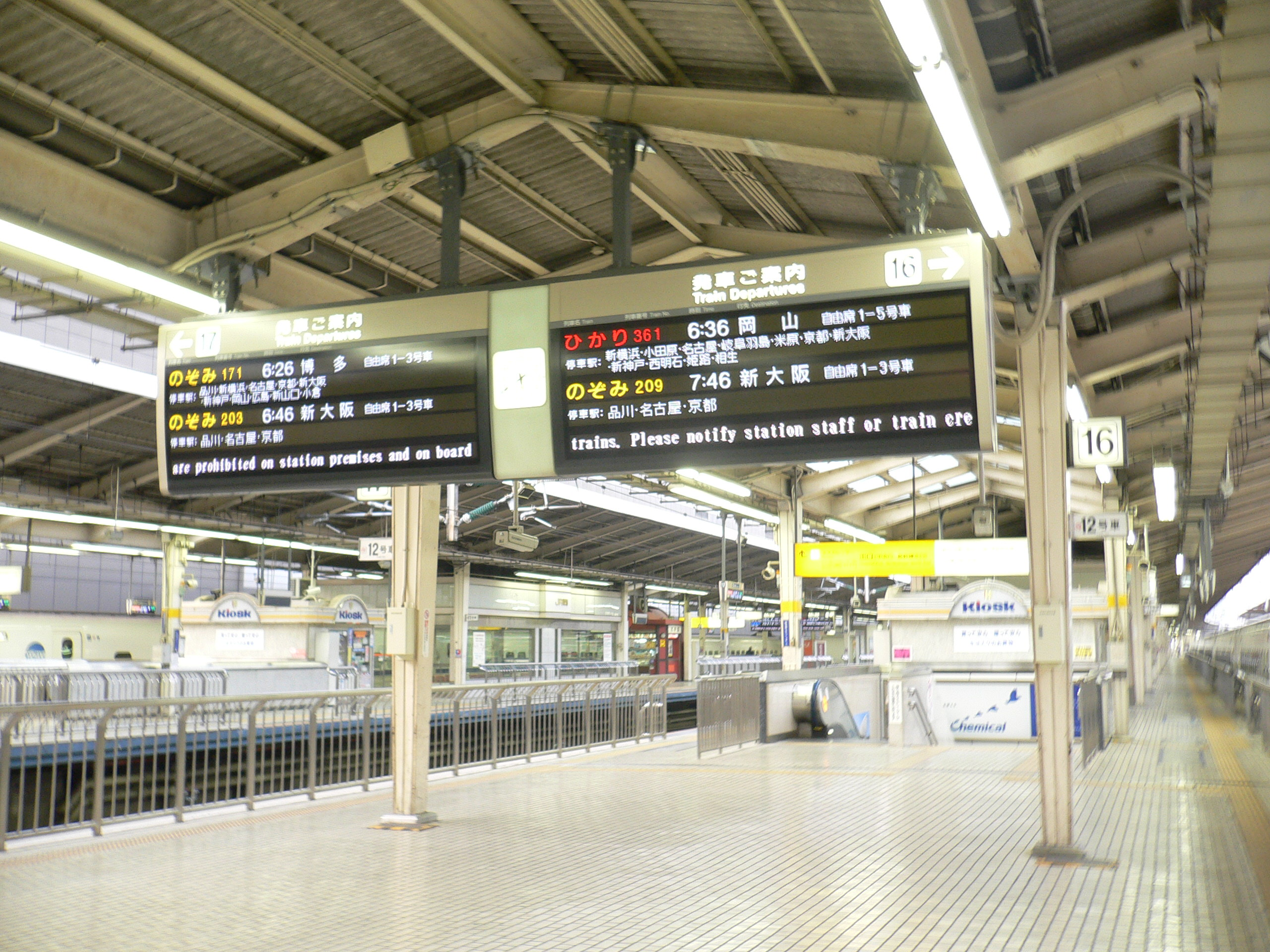
新幹線月台的安全柵和LED顯示板（攝於東京車站）

- 除了迷你新幹線外，所有的路線均採用新建路線，而不與在來線共用（除少數如青函隧道的特例）。
  - 軌距採用標準軌（1435公釐）。
  - 增大軌道的曲線半徑，盡量保持直線軌道。
- 為防止旅客發生意外，特別採用下列的設計及措施：
  - 為防止高速列車通過車站時產生事故，在新建車站的月台上設置月台閘門。
  - 路線內完全禁止不相干人士的進出。
  - 為防止新幹線列車與汽車相撞或行人入侵路軌，新幹線不設置平交道，而是採用立體交叉設計；迷你新幹線則是盡量減低平交道數量，並且採取多項安全措施。
  - 另制定特別法律，從法律方面阻止任何試圖阻礙新幹線運行的人。

### 訊號系統
- 由於列車在高速行進時難以確認路線上的訊號，因此採用自動列車控制系統，在車上的駕駛室內顯示與確認最高車速和其他限制。
- 在新幹線行車控制中心（日语：新幹線総合指令所）的調度集中系統可以監控所有列車的運行狀況。

### 供電方式
- 在新建的新幹線上，列車使用電力固定為25000 V的單相交流電，頻率則如下：
  - 北海道新幹線：50 Hz
  - 東北新幹線：50 Hz
  - 上越新幹線：50 Hz
  - 北陸新幹線：輕井澤站以東：50 Hz ／佐久平站－上越妙高站：60 Hz  ／糸魚川站：50 Hz ／黑部宇奈月溫泉站以西：60 Hz
  - 東海道新幹線：60 Hz（雖然東日本的供電在靜岡縣富士川以東採用50 Hz的頻率，在東海道新幹線上一律採用60 Hz的電力頻率）
  - 山陽新幹線：60 Hz
  - 九州新幹線：60 Hz
  - 迷你新幹線（秋田新幹線與山形新幹線）：列車上具有兩套電力設備，在原在來線區間為20000 V·50 Hz（維持改建前的供電）

### 列車技術
- 不同於西方國家慣用的動力集中式車輛（由機車頭牽引無動力的客車車廂），新幹線採用動力分散式車輛（動力分散技術本身是由美國首創），以提高加減速效率，並且減低重量與軌道負荷和提高班次。
- 為確保能夠达到最大牵引力，整組車內的動力車佔了極高的比率，如剛開始使用在東海道新幹線與山陽新幹線的0系、東北新幹線與上越新幹線剛通車時所採用的200系、能夠在山陽新幹線達到時速300公里的500系、及九州新幹線採用的800系，均是採用全部車廂為動力車的設計。
- 為防止列車在高速行進中氣壓改變造成乘客的不舒適，全車採用飛機等級的氣密結構。

### 直接駛入其他線路區間
- 被稱為「迷你新幹線」的某些區間（如山形新幹線的福島至新庄間、秋田新幹線的盛岡至秋田間），從在來線的軌距改為標準軌，讓新幹線列車可以直接行駛進入這些路線中。由於這些路線並未符合新幹線所要求的高速行駛標準，只是將原本的在來線軌距改為新幹線軌距（可節省施工時間及經費），因此在路線的線型配置上仍然是在來線特急。在這些區間內的速限為時速130公里。新幹線列車駛入此區域即為「新在直通運轉」。
- 為方便往後的新幹線列車，尤其是在當時尚在規劃中的長崎新幹線可以直接駛入採用窄軌的在來線區間，JR九州在內的單位曾經開發可變軌距列車（九州新八代車站即設有相關的測試用路線），但JR九州已經決定擱置相關計劃。
- 通往博多南站及博多綜合車輛所的博多南線、以及上越新幹線分支前往Gala湯澤站的路線，也是屬於在來線。

## 新干线的活用

### 新干线通勤
泡沫经济时期，东京的市中心地区地价高腾，因而很多在都心上班的通勤族会选择在极为远离都心的宇都宫、小田原、高崎等地购买或租赁不动产，向新干线沿线的枢纽车站进行通勤，為此JR推出了新干线定期券。於1994年开始运行的E1系双层车的设计目的是要大量增加东北、上越新干线的输送能力，以应付日渐上升的通勤和通学的输送需求，因此设计围绕提高运载能力进行而選擇牺牲舒适性，例如取消了可调椅背和扶手。
在二十世紀九十年代後，日本全國人口重新開始向東京集中。因此為應對地方出現的高齡少子化現象，部分新幹線沿線的自治體开始补助迁入的通勤者利用新幹線通勤的交通费。

#### View Verger 安中榛名
安中榛名站是北陸新幹線的一座秘境車站，位於山區，周遭人口密度低，離最近的安中市有一定距離，JR東日本與1999年11月利用本站附近買來的48.7公頃土地開始建設一座度假村式的定居型新城，直至2016年6月末，規劃的全部601區塊的土地全部售完，這是全日本首例基於新幹線TOD開發的度假村。

### GALA汤泽滑雪场
GALA汤泽滑雪场由JR东日本集团的子公司运营，利用上越新干线的支线和市中心的车站联络。JR东日本的广告中强调该滑雪场最大的优点是交通高度便利：可以在最短75分钟内由东京站直达，因而颇受滑雪客欢迎。GALA这个名字即英语中的“节日”之意，为了突出节日特征，GALA汤泽车站的工作人员会穿著和其它JR东日本车站站员不同的制服。其餐饮服务也頗具特色。

### 新干线特种物流（实验性）
JR东日本在上越新干线上引入海鲜的快运。海胆和甜虾从岩手县三陆海岸、新潟县佐渡冲的产地分別发至品川站内JR自营的sakanabaccaエキュート品川海鲜店，由汽运所需的10-12小时缩短到6-7小时，取得了压倒性的时间优势，并解决了貨车司機不足的问题，但因未安排專門的儲運空間而被部分乘客反對。

## 路線

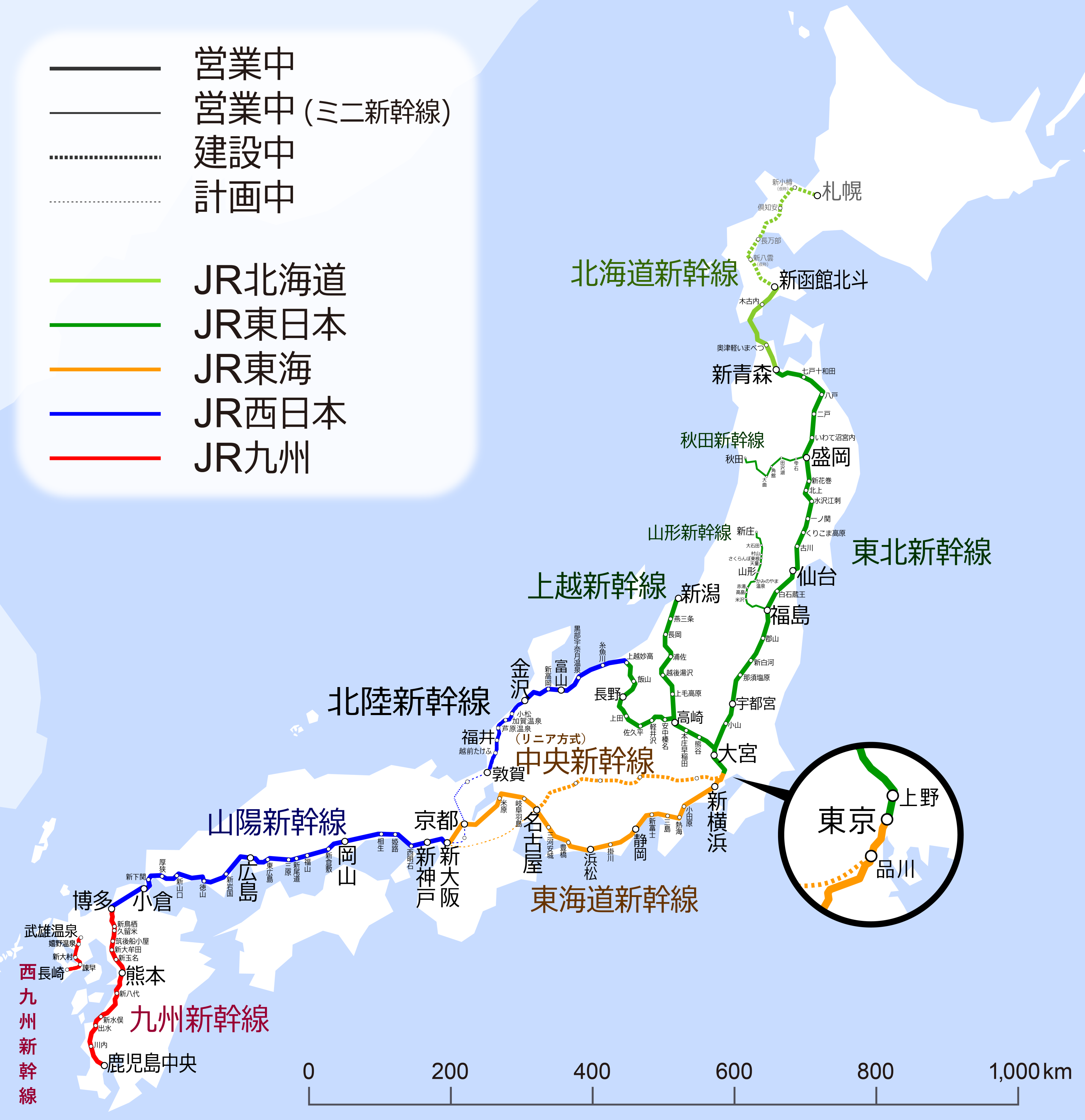
新幹線路線圖（含迷你新幹線）

| 最高速度                    | 路線 |
| --------------------------- | --- |
| 360公里/小時                | 東北新幹線（宇都宮－盛岡）（預計2031年開通）                                                              |
| 320公里/小時                | 東北新幹線（宇都宮－盛岡） 東北新幹線（盛岡－新青森）（預計2031年開通） 北海道新幹線（新函館北斗 – 札幌） |
| 300公里/小時                | 山陽新幹線（姬路－博多）                                                                                  |
| 285公里/小時                | 東海道新幹線                                                                                              |
| 275公里/小時                | 山陽新幹線（新大阪－姬路） 東北新幹線（大宮－宇都宮） 上越新幹線                                          |
| 260公里/小時 （整備新幹線） | 東北新幹線（盛岡－新青森） 北陸新幹線 九州新幹線 西九州新幹線 北海道新幹線（新青森 – 新函館北斗）         |

| 最高速度     | 路線                  |
| ------------ | --------------------- |
| 130公里/小時 | 山形新幹線 秋田新幹線 |

### 路線
| 路線名稱     | 路線                   | 實際營運路線           | 狀況 | 實際距離    | 營運距離    | 最高營運速度                                          | 興建計畫   | 使用列車                                               | 營運商                                                  | 備註                                                       |
| ------------ | ---------------------- | ---------------------- | --- | ----------- | ----------- | ----------------------------------------------------- | ---------- | ------------------------------------------------------ | ------------------------------------------------------- | ---------------------------------------------------------- |
| 北海道新幹線 | 新青森 - 新函館北斗    | 新青森 - 新函館北斗    | 2016年3月26日開業（新青森-新函館北斗）                                                                      | 148.8公里   | 148.8公里   | 260公里/小時                                          | 整備新幹線 | E5系、H5系、 E6系、E956系「ALFA-X」 （未來）           | 北海道旅客鐵道（JR北海道）                              | 有些班次會營運：東京 - 新函館北斗                          |
| 北海道新幹線 | 新青森 - 新函館北斗    | 未來：新青森 - 札幌    | 建設中，預計2031年開業（新函館北斗-札幌）                                                                   | 211.5公里   | 211.5公里   | 320公里/小時                                          | 整備新幹線 | E5系、H5系、 E6系、E956系「ALFA-X」 （未來）           | 北海道旅客鐵道（JR北海道）                              | 有些班次會營運：東京 - 新函館北斗                          |
| 東北新幹線   | 東京 - 新青森          | 東京 - 新青森          | 已全線開業： 1982年6月23日（大宮 - 盛岡） 1985年3月14日（上野 - 大宮） 1991年6月20日（東京 - 上野）         | 674.9公里   | 713.7公里   | 320公里/小時（宇都宮-盛岡）                           | 始建新幹線 | E5系、H5系、E3系、E6系、E8系、E956系「ALFA-X」（未來） | 東日本旅客鐵道（JR東日本）                              | 有些班次會營運：東京 - 新函館北斗                          |
| 東北新幹線   | 東京 - 新青森          | 東京 - 新青森          | 已全線開業： 1982年6月23日（大宮 - 盛岡） 1985年3月14日（上野 - 大宮） 1991年6月20日（東京 - 上野）         | 674.9公里   | 713.7公里   | 240公里/小時（大宮-宇都宮）                           | 始建新幹線 | E5系、H5系、E3系、E6系、E8系、E956系「ALFA-X」（未來） | 東日本旅客鐵道（JR東日本）                              | 有些班次會營運：東京 - 新函館北斗                          |
| 東北新幹線   | 東京 - 新青森          | 東京 - 新青森          | 已全線開業： 1982年6月23日（大宮 - 盛岡） 1985年3月14日（上野 - 大宮） 1991年6月20日（東京 - 上野）         | 674.9公里   | 713.7公里   | 130公里/小時（東京-大宮）                             | 始建新幹線 | E5系、H5系、E3系、E6系、E8系、E956系「ALFA-X」（未來） | 東日本旅客鐵道（JR東日本）                              | 有些班次會營運：東京 - 新函館北斗                          |
| 東北新幹線   | 東京 - 新青森          | 東京 - 新青森          | 已全線開業： 2002年12月1日（盛岡 - 八戶） 2010年12月4日（八戶 - 新青森）                                    | 674.9公里   | 713.7公里   | 260公里/小時 （盛岡 - 新青森）                        | 整備新幹線 | E5系、H5系、E3系、E6系、E8系、E956系「ALFA-X」（未來） | 東日本旅客鐵道（JR東日本）                              | 有些班次會營運：東京 - 新函館北斗                          |
| 上越新幹線   | 大宮-新潟              | 東京-新潟              | 已全線開業： 1982年11月15日 （大宮-新潟）                                                                   | 269.5公里   | 303.6公里   | 275公里/小時                                          | 始建新幹線 | E7系、E2系                                             | 東日本旅客鐵道（JR東日本）                              |                                                            |
| 北陸新幹線   | 高崎 -敦賀             | 東京-長野              | 1997年10月1日開業 （高崎 - 長野）（前稱長野新幹線）                                                         | 345.4公里   | 345.4公里   | 260公里/小時                                          | 整備新幹線 | E7系、 W7系                                            | 東日本旅客鐵道（JR東日本）、 西日本旅客鐵道（JR西日本） | JR東日本管轄：高崎 - 上越妙高 JR西日本管轄：上越妙高－敦賀 |
| 北陸新幹線   | 高崎 -敦賀             | 東京-金澤              | 2015年3月14日開業 （長野 - 金澤）                                                                           | 345.4公里   | 345.4公里   | 260公里/小時                                          | 整備新幹線 | E7系、 W7系                                            | 東日本旅客鐵道（JR東日本）、 西日本旅客鐵道（JR西日本） | JR東日本管轄：高崎 - 上越妙高 JR西日本管轄：上越妙高－敦賀 |
| 北陸新幹線   | 高崎 -敦賀             | 東京-敦賀              | 2024年3月16日開業 （金澤-敦賀）                                                                             | 125.2公里   | 125.2公里   | 260公里/小時                                          | 整備新幹線 | E7系、 W7系                                            | 東日本旅客鐵道（JR東日本）、 西日本旅客鐵道（JR西日本） | JR東日本管轄：高崎 - 上越妙高 JR西日本管轄：上越妙高－敦賀 |
| 北陸新幹線   | 高崎 -敦賀             | 東京-敦賀              | 規劃中：敦賀-新大阪                                                                                         | 約127.7公里 | 約127.7公里 | 260公里/小時                                          | 整備新幹線 | E7系、 W7系                                            | 東日本旅客鐵道（JR東日本）、 西日本旅客鐵道（JR西日本） | JR東日本管轄：高崎 - 上越妙高 JR西日本管轄：上越妙高－敦賀 |
| 山形新幹線   | 福島-                  | 東京 -                 | 已全線開業: 1992年7月1日開業（福島 - 山形） 1999年12月4日開業（山形 - 新） （與奧羽本線（山形線）共用路軌） | 148.6公里   | 148.6公里   | 320公里/小時（宇都宮-福島） 130公里/小時 （福島-）    | 迷你新幹線 | E3系、E8系                                             | 東日本旅客鐵道（JR東日本）                              | 有些班次的車輛來往東京至福島會與東北新幹線的車輛加掛行駛   |
| 秋田新幹線   | 盛岡 -秋田             | 東京 - 秋田            | 已全線開業： 1997年3月22日 （與田澤湖線（盛岡-大曲）和奥羽本線（大曲 - 秋田）共用路軌）                     | 127.3公里   | 127.3公里   | 320公里/小時（宇都宮-盛岡） 130公里/小時（盛岡-秋田） | 迷你新幹線 | E6系                                                   | 東日本旅客鐵道（JR東日本）                              | 有些班次的車輛來往東京至盛岡會與東北新幹線的車輛加掛行駛   |
| 東海道新幹線 | 東京-新大阪            | 東京-新大阪            | 已全線開業： 1964年10月1日                                                                                  | 515.4公里   | 552.6公里   | 285公里/小時                                          | 始建新幹線 | N700系、N700S系                                        | 東海旅客鐵道（JR東海）                                  | 有些班次會營運：東京 - 博多                                |
| 中央新幹線   | 興建中： 品川 - 名古屋 | 興建中： 品川 - 名古屋 | 興建中，預計2034年開業： 品川 - 名古屋                                                                      | 約285.6公里 | 約285.6公里 | 規劃中：505公里/小時                                  | 整備新幹線 | L0系                                                   | 東海旅客鐵道（JR東海）                                  |                                                            |
| 中央新幹線   | 興建中： 品川 - 名古屋 | 興建中： 品川 - 名古屋 | 規劃中： 名古屋-新大阪                                                                                      | 約152公里   | 約152公里   | 規劃中：505公里/小時                                  | 整備新幹線 | L0系                                                   | 東海旅客鐵道（JR東海）                                  |                                                            |
| 山陽新幹線   | 新大阪-博多            | 新大阪-博多            | 已全線開業： 1972年3月15日： 新大阪-岡山 1975年3月10日： 岡山-博多                                          | 553.7公里   | 622.3公里   | 300公里/小時                                          |            | 500系、700系、N700系、N700S系                          | 西日本旅客鐵道（JR西日本）                              | 有些班次會營運：東京 - 博多 及 新大阪－鹿兒島中央          |
| 九州新幹線   | 博多 - 鹿兒島中央      | 博多 - 鹿兒島中央      | 已全線開業： 2004年3月13日開業（新八代 - 鹿兒島中央） 2011年3月12日開業（博多 - 新八代）                    | 256.8公里   | 288.9公里   | 260公里/小時                                          | 整備新幹線 | N700系、800系                                          | 九州旅客鐵道（JR九州）                                  | 有些班次會營運：新大阪－鹿兒島中央                         |
| 西九州新幹線 | 武雄溫泉-長崎          | 武雄溫泉-長崎          | 2022年9月23日開業                                                                                           | 45.7公里    | 45.7公里    | 260公里/小時                                          | 整備新幹線 | N700S系                                                | 九州旅客鐵道（JR九州）                                  |                                                            |

整備新幹線最高車速依照全國新幹線鐵道整備法-新幹線鐵路建設第4條至第14條規定將時速260公里/小時設為安全速度，其中東北新幹線(盛岡至新青森間)及北海道新幹線(新函館北斗至札幌間)的高速化作業已向日本政府申請，在改善沿線隔音設備及高架橋隔音板強化等工程後，最高時速將解限速至320公里/小時。改善工程內亦包含次世代新幹線高速試車。於2019年5月至2022年3月間，E956型"ALFA-X"列車於深夜在東北新幹線之整備新幹線興建區間下以400公里/小時的車速試車。

### 新幹線規格的區間鐵路
| 路線名稱       | 起點     | 終點     | 營運距離 | 開業日期       | 營運商                     |
| -------------- | -------- | -------- | -------- | -------------- | -------------------------- |
| 上越線（支線） | 越後湯澤 | Gala湯澤 | 1.6公里  | 1990年12月20日 | 東日本旅客鐵道（JR東日本） |
| 博多南線       | 博多     | 博多南   | 8.5公里  | 1990年4月1日   | 西日本旅客鐵道（JR西日本） |

1. ↑  通稱Gala湯澤線，利用車輛的回送及停泊線進行載客營運。運行時間表合併到上越新幹線的時間表（而不是上越線）。
2. ↑  利用連接車輛基地的回送路線進行載客營運，大部分路段與九州新幹線共用。

### 以新幹線規格興建的在來線
- 海峽線（津輕海峽線） ：新中小國號誌站至木古內車站間，長87.3公里。與北海道新幹線共線，在來線路軌則主供貨物列車使用。
- 本四備讚線（瀨戶大橋線）：茶屋町站至宇多津站間，最高行車速限130公里/小時。

## 列車

### 營運用列車
新幹線列車全面皆採分散式驅動方式，防止高速行駛時的蛇行運動，減輕路線的維護保養費用。行車時的摇晃極小，整體運行品質可在全球名列前茅。
| 型號      | 營運最高速度 | 年代                       | 年代                       | 年代                       | 年代                       | 年代                       | 年代                       | 年代                       | 年代                       | 年代                       | 年代                       | 年代                       | 年代                       | 年代                       | 年代                       | 年代                       | 年代                       | 年代                       | 年代                       | 年代                       | 年代                       | 年代                       | 年代                       | 年代                       | 年代                 | 年代                 | 年代                 | 年代                 | 年代                 | 年代                 | 年代                 | 年代                 | 年代                 | 年代                 | 年代                 | 年代                 | 年代                 | 年代                 | 年代                 | 年代                 | 年代                 | 年代                 | 年代                 | 年代                 | 年代                 | 年代                 | 年代                 | 年代                 | 年代                     | 年代                     | 年代                     | 年代                     | 年代                     | 年代                     | 年代                     | 年代                     | 年代                     | 年代                     | 年代                     | 年代                     | 年代                     | 年代                     |
| 型號      | 營運最高速度 | 1960年代                   | 1960年代                   | 1960年代                   | 1960年代                   | 1960年代                   | 1960年代                   | 1970年代                   | 1970年代                   | 1970年代                   | 1970年代                   | 1970年代                   | 1970年代                   | 1970年代                   | 1970年代                   | 1970年代                   | 1970年代                   | 1980年代                   | 1980年代                   | 1980年代                   | 1980年代                   | 1980年代                   | 1980年代                   | 1980年代                   | 1980年代             | 1980年代             | 1980年代             | 1990年代             | 1990年代             | 1990年代             | 1990年代             | 1990年代             | 1990年代             | 1990年代             | 1990年代             | 1990年代             | 1990年代             | 2000年代             | 2000年代             | 2000年代             | 2000年代             | 2000年代             | 2000年代             | 2000年代             | 2000年代             | 2000年代             | 2000年代             | 2010年代             | 2010年代                 | 2010年代                 | 2010年代                 | 2010年代                 | 2010年代                 | 2010年代                 | 2010年代                 | 2010年代                 | 2010年代                 | 2020年代                 | 2020年代                 | 2020年代                 | 2020年代                 | 2020年代                 |
| --------- | ------------ | -------------------------- | -------------------------- | -------------------------- | -------------------------- | -------------------------- | -------------------------- | -------------------------- | -------------------------- | -------------------------- | -------------------------- | -------------------------- | -------------------------- | -------------------------- | -------------------------- | -------------------------- | -------------------------- | -------------------------- | -------------------------- | -------------------------- | -------------------------- | -------------------------- | -------------------------- | -------------------------- | -------------------- | -------------------- | -------------------- | -------------------- | -------------------- | -------------------- | -------------------- | -------------------- | -------------------- | -------------------- | -------------------- | -------------------- | -------------------- | -------------------- | -------------------- | -------------------- | -------------------- | -------------------- | -------------------- | -------------------- | -------------------- | -------------------- | -------------------- | -------------------- | ------------------------ | ------------------------ | ------------------------ | ------------------------ | ------------------------ | ------------------------ | ------------------------ | ------------------------ | ------------------------ | ------------------------ | ------------------------ | ------------------------ | ------------------------ | ------------------------ |
| 0系       | 220 km/h     | 1964年－2008年             | 1964年－2008年             | 1964年－2008年             | 1964年－2008年             | 1964年－2008年             | 1964年－2008年             | 1964年－2008年             | 1964年－2008年             | 1964年－2008年             | 1964年－2008年             | 1964年－2008年             | 1964年－2008年             | 1964年－2008年             | 1964年－2008年             | 1964年－2008年             | 1964年－2008年             | 1964年－2008年             | 1964年－2008年             | 1964年－2008年             | 1964年－2008年             | 1964年－2008年             | 1964年－2008年             | 1964年－2008年             | 1964年－2008年       | 1964年－2008年       | 1964年－2008年       | 1964年－2008年       | 1964年－2008年       | 1964年－2008年       | 1964年－2008年       | 1964年－2008年       | 1964年－2008年       | 1964年－2008年       | 1964年－2008年       | 1964年－2008年       | 1964年－2008年       | 1964年－2008年       | 1964年－2008年       | 1964年－2008年       | 1964年－2008年       | 1964年－2008年       | 1964年－2008年       | 1964年－2008年       | 1964年－2008年       |                      |                      |                      |                          |                          |                          |                          |                          |                          |                          |                          |                          |                          |                          |                          |                          |                          |
| 100系     | 230 km/h     |                            |                            |                            |                            |                            |                            |                            |                            |                            |                            |                            |                            |                            |                            |                            |                            |                            |                            |                            |                            |                            | 1985年－2012年             | 1985年－2012年             | 1985年－2012年       | 1985年－2012年       | 1985年－2012年       | 1985年－2012年       | 1985年－2012年       | 1985年－2012年       | 1985年－2012年       | 1985年－2012年       | 1985年－2012年       | 1985年－2012年       | 1985年－2012年       | 1985年－2012年       | 1985年－2012年       | 1985年－2012年       | 1985年－2012年       | 1985年－2012年       | 1985年－2012年       | 1985年－2012年       | 1985年－2012年       | 1985年－2012年       | 1985年－2012年       | 1985年－2012年       | 1985年－2012年       | 1985年－2012年       | 1985年－2012年           |                          |                          |                          |                          |                          |                          |                          |                          |                          |                          |                          |                          |                          |
| 300系     | 270 km/h     |                            |                            |                            |                            |                            |                            |                            |                            |                            |                            |                            |                            |                            |                            |                            |                            |                            |                            |                            |                            |                            |                            |                            |                      |                      |                      |                      |                      | 1992年－2012年       | 1992年－2012年       | 1992年－2012年       | 1992年－2012年       | 1992年－2012年       | 1992年－2012年       | 1992年－2012年       | 1992年－2012年       | 1992年－2012年       | 1992年－2012年       | 1992年－2012年       | 1992年－2012年       | 1992年－2012年       | 1992年－2012年       | 1992年－2012年       | 1992年－2012年       | 1992年－2012年       | 1992年－2012年       | 1992年－2012年       | 1992年－2012年           |                          |                          |                          |                          |                          |                          |                          |                          |                          |                          |                          |                          |                          |
| 500系     | 300 km/h     |                            |                            |                            |                            |                            |                            |                            |                            |                            |                            |                            |                            |                            |                            |                            |                            |                            |                            |                            |                            |                            |                            |                            |                      |                      |                      |                      |                      |                      |                      |                      |                      |                      | 1997年－             | 1997年－             | 1997年－             | 1997年－             | 1997年－             | 1997年－             | 1997年－             | 1997年－             | 1997年－             | 1997年－             | 1997年－             | 1997年－             | 1997年－             | 1997年－             | 1997年－                 | 1997年－                 | 1997年－                 | 1997年－                 | 1997年－                 | 1997年－                 | 1997年－                 | 1997年－                 | 1997年－                 | 1997年－                 | 1997年－                 | 1997年－                 | 1997年－                 | 1997年－                 |
| 700系     | 285 km/h     |                            |                            |                            |                            |                            |                            |                            |                            |                            |                            |                            |                            |                            |                            |                            |                            |                            |                            |                            |                            |                            |                            |                            |                      |                      |                      |                      |                      |                      |                      |                      |                      |                      | 1999年－             | 1999年－             | 1999年－             | 1999年－             | 1999年－             | 1999年－             | 1999年－             | 1999年－             | 1999年－             | 1999年－             | 1999年－             | 1999年－             | 1999年－             | 1999年－             | 1999年－                 | 1999年－                 | 1999年－                 | 1999年－                 | 1999年－                 | 1999年－                 | 1999年－                 | 1999年－                 | 1999年－                 | 1999年－                 | 1999年－                 | 1999年－                 | 1999年－                 | 1999年－                 |
| 800系     | 260 km/h     |                            |                            |                            |                            |                            |                            |                            |                            |                            |                            |                            |                            |                            |                            |                            |                            |                            |                            |                            |                            |                            |                            |                            |                      |                      |                      |                      |                      |                      |                      |                      |                      |                      |                      |                      |                      |                      |                      |                      |                      | 2004年－             | 2004年－             | 2004年－             | 2004年－             | 2004年－             | 2004年－             | 2004年－             | 2004年－                 | 2004年－                 | 2004年－                 | 2004年－                 | 2004年－                 | 2004年－                 | 2004年－                 | 2004年－                 | 2004年－                 | 2004年－                 | 2004年－                 | 2004年－                 | 2004年－                 | 2004年－                 |
| N700系    | 300 km/h     |                            |                            |                            |                            |                            |                            |                            |                            |                            |                            |                            |                            |                            |                            |                            |                            |                            |                            |                            |                            |                            |                            |                            |                      |                      |                      |                      |                      |                      |                      |                      |                      |                      |                      |                      |                      |                      |                      |                      |                      |                      |                      |                      | 2007年               | 2007年               | 2007年               | 2007年               | 2007年                   | 2007年                   | 2007年                   | 2007年                   | 2007年                   | 2007年                   | 2007年                   | 2007年                   | 2007年                   | 2007年                   | 2007年                   | 2007年                   | 2007年                   | 2007年                   |
| N700S系   | 300 km/h     |                            |                            |                            |                            |                            |                            |                            |                            |                            |                            |                            |                            |                            |                            |                            |                            |                            |                            |                            |                            |                            |                            |                            |                      |                      |                      |                      |                      |                      |                      |                      |                      |                      |                      |                      |                      |                      |                      |                      |                      |                      |                      |                      |                      |                      |                      |                      |                          |                          |                          |                          |                          |                          |                          |                          |                          | 2020年－                 | 2020年－                 | 2020年－                 | 2020年－                 | 2020年－                 |
| L0系      | 505 km/h     | 2027年（目標）－           | 2027年（目標）－           | 2027年（目標）－           | 2027年（目標）－           | 2027年（目標）－           | 2027年（目標）－           | 2027年（目標）－           | 2027年（目標）－           | 2027年（目標）－           | 2027年（目標）－           | 2027年（目標）－           | 2027年（目標）－           | 2027年（目標）－           | 2027年（目標）－           | 2027年（目標）－           | 2027年（目標）－           | 2027年（目標）－           | 2027年（目標）－           | 2027年（目標）－           | 2027年（目標）－           | 2027年（目標）－           | 2027年（目標）－           | 2027年（目標）－           | 2027年（目標）－     | 2027年（目標）－     | 2027年（目標）－     | 2027年（目標）－     | 2027年（目標）－     | 2027年（目標）－     | 2027年（目標）－     | 2027年（目標）－     | 2027年（目標）－     | 2027年（目標）－     | 2027年（目標）－     | 2027年（目標）－     | 2027年（目標）－     | 2027年（目標）－     | 2027年（目標）－     | 2027年（目標）－     | 2027年（目標）－     | 2027年（目標）－     | 2027年（目標）－     | 2027年（目標）－     | 2027年（目標）－     | 2027年（目標）－     | 2027年（目標）－     | 2027年（目標）－     | 2027年（目標）－         | 2027年（目標）－         | 2027年（目標）－         | 2027年（目標）－         | 2027年（目標）－         | 2027年（目標）－         | 2027年（目標）－         | 2027年（目標）－         | 2027年（目標）－         | 2027年（目標）－         | 2027年（目標）－         | 2027年（目標）－         | 2027年（目標）－         | 2027年（目標）－         |
| 200系     | 240 km/h     |                            |                            |                            |                            |                            |                            |                            |                            |                            |                            |                            |                            |                            |                            |                            |                            |                            |                            | 1982年－2013年             | 1982年－2013年             | 1982年－2013年             | 1982年－2013年             | 1982年－2013年             | 1982年－2013年       | 1982年－2013年       | 1982年－2013年       | 1982年－2013年       | 1982年－2013年       | 1982年－2013年       | 1982年－2013年       | 1982年－2013年       | 1982年－2013年       | 1982年－2013年       | 1982年－2013年       | 1982年－2013年       | 1982年－2013年       | 1982年－2013年       | 1982年－2013年       | 1982年－2013年       | 1982年－2013年       | 1982年－2013年       | 1982年－2013年       | 1982年－2013年       | 1982年－2013年       | 1982年－2013年       | 1982年－2013年       | 1982年－2013年       | 1982年－2013年           | 1982年－2013年           |                          |                          |                          |                          |                          |                          |                          |                          |                          |                          |                          |                          |
| 400系     | 240 km/h     |                            |                            |                            |                            |                            |                            |                            |                            |                            |                            |                            |                            |                            |                            |                            |                            |                            |                            |                            |                            |                            |                            |                            |                      |                      |                      |                      |                      | 1992年－2010年       | 1992年－2010年       | 1992年－2010年       | 1992年－2010年       | 1992年－2010年       | 1992年－2010年       | 1992年－2010年       | 1992年－2010年       | 1992年－2010年       | 1992年－2010年       | 1992年－2010年       | 1992年－2010年       | 1992年－2010年       | 1992年－2010年       | 1992年－2010年       | 1992年－2010年       | 1992年－2010年       | 1992年－2010年       |                      |                          |                          |                          |                          |                          |                          |                          |                          |                          |                          |                          |                          |                          |                          |
| E1系      | 240 km/h     |                            |                            |                            |                            |                            |                            |                            |                            |                            |                            |                            |                            |                            |                            |                            |                            |                            |                            |                            |                            |                            |                            |                            |                      |                      |                      |                      |                      |                      |                      | 1994年－2012年       | 1994年－2012年       | 1994年－2012年       | 1994年－2012年       | 1994年－2012年       | 1994年－2012年       | 1994年－2012年       | 1994年－2012年       | 1994年－2012年       | 1994年－2012年       | 1994年－2012年       | 1994年－2012年       | 1994年－2012年       | 1994年－2012年       | 1994年－2012年       | 1994年－2012年       | 1994年－2012年       | 1994年－2012年           |                          |                          |                          |                          |                          |                          |                          |                          |                          |                          |                          |                          |                          |
| E2系      | 275 km/h     |                            |                            |                            |                            |                            |                            |                            |                            |                            |                            |                            |                            |                            |                            |                            |                            |                            |                            |                            |                            |                            |                            |                            |                      |                      |                      |                      |                      |                      |                      |                      |                      |                      | 1997年－             | 1997年－             | 1997年－             | 1997年－             | 1997年－             | 1997年－             | 1997年－             | 1997年－             | 1997年－             | 1997年－             | 1997年－             | 1997年－             | 1997年－             | 1997年－             | 1997年－                 | 1997年－                 | 1997年－                 | 1997年－                 | 1997年－                 | 1997年－                 | 1997年－                 | 1997年－                 | 1997年－                 | 1997年－                 | 1997年－                 | 1997年－                 | 1997年－                 | 1997年－                 |
| E3系      | 275 km/h     |                            |                            |                            |                            |                            |                            |                            |                            |                            |                            |                            |                            |                            |                            |                            |                            |                            |                            |                            |                            |                            |                            |                            |                      |                      |                      |                      |                      |                      |                      |                      |                      |                      | 1997年－             | 1997年－             | 1997年－             | 1997年－             | 1997年－             | 1997年－             | 1997年－             | 1997年－             | 1997年－             | 1997年－             | 1997年－             | 1997年－             | 1997年－             | 1997年－             | 1997年－                 | 1997年－                 | 1997年－                 | 1997年－                 | 1997年－                 | 1997年－                 | 1997年－                 | 1997年－                 | 1997年－                 | 1997年－                 | 1997年－                 | 1997年－                 | 1997年－                 | 1997年－                 |
| E4系      | 240 km/h     |                            |                            |                            |                            |                            |                            |                            |                            |                            |                            |                            |                            |                            |                            |                            |                            |                            |                            |                            |                            |                            |                            |                            |                      |                      |                      |                      |                      |                      |                      |                      |                      |                      | 1997年－2021年       | 1997年－2021年       | 1997年－2021年       | 1997年－2021年       | 1997年－2021年       | 1997年－2021年       | 1997年－2021年       | 1997年－2021年       | 1997年－2021年       | 1997年－2021年       | 1997年－2021年       | 1997年－2021年       | 1997年－2021年       | 1997年－2021年       | 1997年－2021年           | 1997年－2021年           | 1997年－2021年           | 1997年－2021年           | 1997年－2021年           | 1997年－2021年           | 1997年－2021年           | 1997年－2021年           | 1997年－2021年           | 1997年－2021年           |                          |                          |                          |                          |
| E5系·H5系 | 320 km/h     |                            |                            |                            |                            |                            |                            |                            |                            |                            |                            |                            |                            |                            |                            |                            |                            |                            |                            |                            |                            |                            |                            |                            |                      |                      |                      |                      |                      |                      |                      |                      |                      |                      |                      |                      |                      |                      |                      |                      |                      |                      |                      |                      |                      |                      |                      |                      | (E5)2011年－ (H5)2016年- | (E5)2011年－ (H5)2016年- | (E5)2011年－ (H5)2016年- | (E5)2011年－ (H5)2016年- | (E5)2011年－ (H5)2016年- | (E5)2011年－ (H5)2016年- | (E5)2011年－ (H5)2016年- | (E5)2011年－ (H5)2016年- | (E5)2011年－ (H5)2016年- | (E5)2011年－ (H5)2016年- | (E5)2011年－ (H5)2016年- | (E5)2011年－ (H5)2016年- | (E5)2011年－ (H5)2016年- | (E5)2011年－ (H5)2016年- |
| E6系      | 320 km/h     |                            |                            |                            |                            |                            |                            |                            |                            |                            |                            |                            |                            |                            |                            |                            |                            |                            |                            |                            |                            |                            |                            |                            |                      |                      |                      |                      |                      |                      |                      |                      |                      |                      |                      |                      |                      |                      |                      |                      |                      |                      |                      |                      |                      |                      |                      |                      |                          |                          | 2013年－                 | 2013年－                 | 2013年－                 | 2013年－                 | 2013年－                 | 2013年－                 | 2013年－                 | 2013年－                 | 2013年－                 | 2013年－                 | 2013年－                 | 2013年－                 |
| E7系·W7系 | 275 km/h     |                            |                            |                            |                            |                            |                            |                            |                            |                            |                            |                            |                            |                            |                            |                            |                            |                            |                            |                            |                            |                            |                            |                            |                      |                      |                      |                      |                      |                      |                      |                      |                      |                      |                      |                      |                      |                      |                      |                      |                      |                      |                      |                      |                      |                      |                      |                      |                          |                          |                          | 2014年－                 | 2014年－                 | 2014年－                 | 2014年－                 | 2014年－                 | 2014年－                 | 2014年－                 | 2014年－                 | 2014年－                 | 2014年－                 | 2014年－                 |
| E8系      | 300 km/h     | 2024年－                   | 2024年－                   | 2024年－                   | 2024年－                   | 2024年－                   | 2024年－                   | 2024年－                   | 2024年－                   | 2024年－                   | 2024年－                   | 2024年－                   | 2024年－                   | 2024年－                   | 2024年－                   | 2024年－                   | 2024年－                   | 2024年－                   | 2024年－                   | 2024年－                   | 2024年－                   | 2024年－                   | 2024年－                   | 2024年－                   | 2024年－             | 2024年－             | 2024年－             | 2024年－             | 2024年－             | 2024年－             | 2024年－             | 2024年－             | 2024年－             | 2024年－             | 2024年－             | 2024年－             | 2024年－             | 2024年－             | 2024年－             | 2024年－             | 2024年－             | 2024年－             | 2024年－             | 2024年－             | 2024年－             | 2024年－             | 2024年－             | 2024年－             | 2024年－                 | 2024年－                 | 2024年－                 | 2024年－                 | 2024年－                 | 2024年－                 | 2024年－                 | 2024年－                 | 2024年－                 | 2024年－                 | 2024年－                 | 2024年－                 | 2024年－                 | 2024年－                 |
| 營運者    | 營運者       | 日本國鐵（1964年－1987年） | 日本國鐵（1964年－1987年） | 日本國鐵（1964年－1987年） | 日本國鐵（1964年－1987年） | 日本國鐵（1964年－1987年） | 日本國鐵（1964年－1987年） | 日本國鐵（1964年－1987年） | 日本國鐵（1964年－1987年） | 日本國鐵（1964年－1987年） | 日本國鐵（1964年－1987年） | 日本國鐵（1964年－1987年） | 日本國鐵（1964年－1987年） | 日本國鐵（1964年－1987年） | 日本國鐵（1964年－1987年） | 日本國鐵（1964年－1987年） | 日本國鐵（1964年－1987年） | 日本國鐵（1964年－1987年） | 日本國鐵（1964年－1987年） | 日本國鐵（1964年－1987年） | 日本國鐵（1964年－1987年） | 日本國鐵（1964年－1987年） | 日本國鐵（1964年－1987年） | 日本國鐵（1964年－1987年） | JR各公司（1987年－） | JR各公司（1987年－） | JR各公司（1987年－） | JR各公司（1987年－） | JR各公司（1987年－） | JR各公司（1987年－） | JR各公司（1987年－） | JR各公司（1987年－） | JR各公司（1987年－） | JR各公司（1987年－） | JR各公司（1987年－） | JR各公司（1987年－） | JR各公司（1987年－） | JR各公司（1987年－） | JR各公司（1987年－） | JR各公司（1987年－） | JR各公司（1987年－） | JR各公司（1987年－） | JR各公司（1987年－） | JR各公司（1987年－） | JR各公司（1987年－） | JR各公司（1987年－） | JR各公司（1987年－） | JR各公司（1987年－） | JR各公司（1987年－）     | JR各公司（1987年－）     | JR各公司（1987年－）     | JR各公司（1987年－）     | JR各公司（1987年－）     | JR各公司（1987年－）     | JR各公司（1987年－）     | JR各公司（1987年－）     | JR各公司（1987年－）     | JR各公司（1987年－）     | JR各公司（1987年－）     | JR各公司（1987年－）     | JR各公司（1987年－）     | JR各公司（1987年－）     |

#### 東京往南（經品川）出發後互相連通的新幹線路網用列車
- 0系：1964年登場的0系列車是新幹線諸多車型的開朝元老，在服務超過30多年後，此車系於1999年全數退出東海道新幹線的載客服務，之後以回聲號的身份行駛於山陽新幹線上，進行各站停車服務。0系的營運時速為220公里/小時，並曾在高速測試中創下256公里/小時的紀錄。其中一台0系機車頭於2001年由西日本旅客鐵道捐贈予位於約克郡的英國國家鐵路博物館。2008年11月30日全面退出營運服務。2008年12月14日，0系列車正式退役。

- 100系：1985年投入服務的第二代列車，行駛東海道、山陽新幹線，設計最高時速為270公里/小時，營運時速為230公里/小時，100系是首款擁有雙層車廂的新幹線列車。於2003年全數退出東海道新幹線的載客服務後，行駛於山陽新幹線上，作為回聲號進行各站停車服務。P編組所有列車於2011年3月12日列車改點後退役。所有JR西日本剩餘的100系列車已於2012年3月16日運行告別班次光445號後與300系一同退出山陽新幹線。
- 300系：東海道－山陽新幹線上等級最高的希望號首次登場時所使用的列車，以270公里/小時的最高車速投入營運，主要是作為光速號與回聲號列車使用。所有JR東海及JR西日本的300系列車於2012年3月12日退出定期營運班次，並於3月16日營運告別班次希望329號及希望609號後與100系一同退出東海道·山陽新幹線。
- 500系：1997年登場，最高營運時速達300公里（山陽新幹線路段），為當時世界上營運時速最快的高速鐵路列車（1997年），並曾在測試中達到320公里/小時的速度。登場初期主要行駛級別最高的希望號。於2010年2月28日退出東海道新幹線區間的營運。2008年12月1日起，陸續分拆成8節列車，取代退役的0系，擔任山陽新幹線區間回聲號班次之營運列車。
- 700系：于1999年投入运营，是極速雖只有285公里但平均營運時速較500系高的車型。前方車頭長9公尺，因造型獨特被日本人暱稱為「鸭嘴兽」。除了作為希望號、光速號與回聲號使用外，西日本旅客鐵道也使用700系推出不一樣的新車型（700系7000番台），命名為光號鐵道之星（ひかりレールスター，Hikari Railstar），在編組車輛數、車輛塗裝、車內座椅數與配備上，都與原有的700系不同。700系同時亦是新幹線少數將相關技術傳給國際高鐵的列車，台灣高速鐵路採用了700系的車型與技術。
  - 800系：由九州旅客鐵道基於700系的基礎改良而成，主要行駛於九州新幹線路段，作為燕號列車的使用車輛。極速為260公里/小時。
  - N700系：由700系改良而來的列車，由東海旅客鐵道與西日本旅客鐵道共同開發，為首度導入傾斜列車技術的東海道、山陽新幹線第五代新幹線車輛。N700系列車已經于2007年7月1日正式投入使用，最高營運時速達到300公里/小時。該型號列車投入運行后，東京到大阪之間只需要花費2小時25分鐘。
    - N700A：在N700系的基礎上進一步改良設計的列車。採用更可靠的制動系統，並引進「定速行駛裝置」及LED照明等新一代設備。N700A已於2013年2月8日正式投入使用。
      - N700S系：由N700(A)系列改良而來的列車，由東海旅客鐵道開發，作為東海道、山陽新幹線新一代新幹線車輛。于2020年7月1日正式投入使用，最高營運時速300公里/小時。
- L0系：由東海旅客鐵道開發，主要行駛於中央新幹線路段，作為測試列車的使用車輛。極速為505公里/小時。

| 型號                    | 0系            | 100系            | 300系              | 500系              | 700系              | 800系              | N700系             |        |
| ----------------------- | -------------- | ---------------- | ------------------ | ------------------ | ------------------ | ------------------ | ------------------ | ------ |
| 新造時列車編組          | 12輛、16輛     | 16輛             | 16輛               | 16輛               | 16輛、8輛          | 6輛                | 16輛、8輛          |        |
| 最高速度 (km/h)         | 210 - 220      | 220 - 230        | 270                | 300                | 285                | 260                | 300                |        |
| 車體材質                | 普通鋼         | 普通鋼           | 鋁合金             | 鋁合金             | 鋁合金             | 鋁合金             | 鋁合金             | 鋁合金 |
| 最長編組之 編組出力功率 | 11840 kW (16M) | 11040 kW (12M4T) | 12000 kW (10M6T)   | 17600 kW (16M)     | 13200 kW (12M4T)   | 6600 kW (6M)       | 17080 kW (14M2T)   |        |
| 電動機類型              | 串激式直流     | 串激式直流       | 鼠籠式三相交流感應 | 鼠籠式三相交流感應 | 鼠籠式三相交流感應 | 鼠籠式三相交流感應 | 鼠籠式三相交流感應 |        |
| 首次製造年份            | 1964年         | 1985年           | 1992年             | 1997年             | 1999年             | 2004年             | 2007年             |        |
| 製造輛數                | 3216輛         | 1056輛           | 1120輛             | 144輛              | 1328輛             | 54輛               | 約2977輛           |        |

1. ↑  500系改造縮編8輛後的7000番台（V編組）為285公里/小時。
2. ↑  
N700A持續生產中。製造數輛為2019年度末的預定數量。

  - 783-2059在東海道新幹線火災事件（日语：東海道新幹線火災事件）原車因事故廢車，此數量包含因此而再製的同編號列車。

#### 東京往北（經上野）出發後直通的新幹線路網用列車
- 200系：1982年東北新幹線及上越新幹線通車時開始使用，原型為0系及100系。2004年時，一列200系列車由於新潟縣中越地震而出軌，但並沒有造成人員傷亡。200系的標準營運時速為240公里/小時，但依照編組的不同，E編組僅有210公里/小時的營運速度，但F90編組卻有275公里/小時。已退役。
- 400系：行駛於山形新幹線的迷你新幹線列車。設計最高時速為345公里/小時，東京至福島新幹線路段營運最高時速為240公里/小時，而行走在來線福島至新庄營運最高時速為130公里/小時。用於翼號列車和那須野號（なすの，Nasuno）列車上。400系於2010年4月18日退出營運服務，成為第二款退役的新幹線列車。
- E1系：原本在開發階段預計命名為新幹線600系的東日本旅客鐵道（JR東日本）新型列車，在實際量產後改用新的命名規則，以代表「East」字首的英文字母「E」作為JR東日本之後所有新車型的名稱，而改名為E1。為第一款全列車雙層配置的新幹線列車，使用於上越新幹線路段。最高營運速度為240公里/小時。主要作為朱鷺號與谷川號（たにがわ，Tanigawa）列車使用。已退役。
- E2系：於JR東日本標準規格新幹線（東北新幹線、長野新幹線、上越新幹線）中廣泛使用，營運時速為275公里/小時。為淺間號、山彥號、那須野號（なすの，Nasuno）及朱鷺號列車的主力車輛。和谐号CRH2型电力动车组是以E2系1000番台为基础進行設計研发。
- E3系：行駛於山形新幹線翼號的迷你新幹線列車，東北新幹線內最高營運速度275公里/小時，福島至新庄區間最高營運速度130公里/小時。
  - 2014年，JR東日本把一列從秋田新幹線小町號退下來的E3系0番台R18編成改裝，增設足浴、吧檯及座敷設施，番台編號改為700番台並且以臨時特急「とれいゆ つばさ」行走山形新幹線福島站－新庄站之間，是新幹線首次設立類似在來線「歡樂列車 Joyful Train」服務。
- E4系：為世界載客量最大的雙層高速鐵路列車，最多可以兩列編組16輛運行，載客容量達1634人，退役前主力行走上越新幹線。最高營運時速240公里/小時。已退役。
- E5系、H5系：為JR東日本的次世代列車，於2011年3月5日正式投入使用，當時最高營運時速為300公里/小時，2013年提升至320公里/小時。E5系首次於新幹線車隊內設立比「綠色車廂」更豪華的「Gran Class」以提升舒適度及服務品質。JR北海道亦已經落實購買四組與E5系同款的H5系，以應付2016年度北海道新幹線的開通。
- E6系：同為JR東日本的次世代列車，於2013年3月16日登場，主力行走秋田新幹線小町號的迷你新幹線列車，東北新幹線內最高營運時速為320公里/小時。
- E7系、W7系：由E2系開發而成，行駛北陸新幹線、上越新幹線專用列車，由JR東日本和JR西日本共同研發，最高營運時速260公里/小時，本車系同樣設有「Gran Class」。

#### 開發中的列車
- E10系：2025年3月4日，JR東日本宣佈將開發新型列車E10系，預計將於2030年投入服務。[46]

| 型號                    | 200系            | 400系          | E1系               | E2系               | E3系               | E4系               | E5系、H5系         | E6系               | E7系、W7系         |  |
| ----------------------- | ---------------- | -------------- | ------------------ | ------------------ | ------------------ | ------------------ | ------------------ | ------------------ | ------------------ |  |
| 新造時列車編組          | 12輛             | 6輛            | 12輛               | 8輛、10輛          | 7輛                | 8輛                | 10輛               | 7輛                | 12輛               |  |
| 最高速度 (km/h)         | 210 - 275        | 240            | 240                | 275                | 275                | 240                | 320                | 320                | 260                |  |
| 載客量（人）            | 749 - 1235       | 399            | 1235               | 630 - 813          | 338 - 402          | 817                | 731                | 336                | 934                |  |
| 車體材質                | 鋁合金           | 普通鋼         | 普通鋼             | 鋁合金             | 鋁合金             | 鋁合金             | 鋁合金             | 鋁合金             | 鋁合金             |  |
| 最長編組之 編組出力功率 | 12880 kW (14M2T) | 5040 kW (6M1T) | 9840 kW (6M6T)     | 9600 kW (8M2T)     | 6000 kW (5M2T)     | 6720 kW (4M4T)     | 9600 kW (8M2T)     | 6000 kW (5M2T)     | 12000 kW (10M2T)   |  |
| 電動機類型              | 串激式直流       | 串激式直流     | 鼠籠式三相交流感應 | 鼠籠式三相交流感應 | 鼠籠式三相交流感應 | 鼠籠式三相交流感應 | 鼠籠式三相交流感應 | 鼠籠式三相交流感應 | 鼠籠式三相交流感應 |  |
| 首次製造年份            | 1980年           | 1990年         | 1994年             | 1995年             | 1995年             | 1997年             | 2009年             | 2010年             | 2013年             |  |
| 製造輛數                | 700輛            | 84輛           | 72輛               | 502輛              | 261輛              | 208輛              | 630輛              | 168輛              | 612輛              |  |

1. ↑  200系H編組的雙層車輛（2輛×6編組）為普通鋼製。
2. ↑  以量産先行車（E1系・E4系・E7系為量産車第一編組）之落成年計算
3. ↑  E5系生產中。此為最終數量（E5系 : 590輛、H5系 : 40輛）。
4. ↑  其中120輛因哈吉貝颱風受損而廢車,E7系生產中。此為最終數量（E7系 : 456輛、W7系 : 156輛）。

### 高速實驗用列車
- 1000型：東海道新幹線0系列車實際量產之前的試作原型車輛，分為A編組2輛（1001、1002）、B編組4輛（1003～1006）。其中B編組於1963年（昭和38年）3月30日創下最高時速256公里/小時的紀錄。
- 951型：在1972年3月山陽新幹線岡山站開業前，日本國有鐵道在當時的營業運轉最高速度210公里/小時以上，也就是以250公里/小時運轉的新型車輛為開發目的，於1968年3月製作2輛編組的試驗車輛。1972年2月24日在山陽新幹線上創下最高時速286公里/小時的紀錄。
- 961型：由日本國有鐵道於1973年（昭和48年）製作，為東北、上越新幹線列車實際量產之前的試作原型車輛，針對日本東北地區在冬季的寒冷氣候對車輛作耐雪耐寒的強化。曾在東海道、山陽及東北新幹線進行測試，並於1979年12月7日在東北新幹線上創下最高時速319公里/小時的紀錄。
- 962型：日本國有鐵道東北、上越新幹線營業用車輛（之後的200系）的先行試作車，於1979年（昭和54年）製作，曾於東北、上越新幹線進行測試，之後改造為電氣試驗車輛(925型S2編組）。
- 952型、953型（STAR21）：東日本旅客鐵道所有，1992年3月登場，於平成5年（1993年）12月21日在上越新幹線創下425公里/小時的紀錄，是E1～E4系製造前的始祖。
- WIN350：西日本旅客鐵道所有，1992年4月登場，是500系登場前的高速實驗列車，於1992年8月在山陽新幹線上創下最高時速350.4 公里/小時的紀錄，並曾搭載翼型集電弓做運轉試驗。
- 955系（300X）：東海旅客鐵道所有，1995年1月登場，在平成8年（1996年）7月26日凌晨於東海道新幹線上創下當時日本國內最快紀錄443公里/小時。於2002年除役。
- FASTECH 360S（E954型）：由東日本旅客鐵道開發，目的在作為下一代高速鐵路列車的實驗，目標時速為360公里/小時。已於2009年退役。
- FASTECH 360Z（E955型）：由東日本旅客鐵道開發，目的在作為下一代新幹線與在來線之間作直通列車的實驗。已於2008年底退役。
- ALFA-X（E956型）:由東日本旅客鐵道開發，2020年服役，速度為400公里/小時。

### 試驗及救援用車輛
- 911型：日本國有鐵道於1964年東海道新幹線開業時，當作新幹線電車救援用而製造的柴油機車。由日本車輛承製，共有3輛，其中1號機與3號機在國鐵時代報廢，在1987年的國鐵分割民營化後，2號機轉由東海旅客鐵道（JR東海）承接並繼續使用。
- 912型：為DD13型的標準軌化改造車輛。於新幹線開業前暫定以2000型為型號。
- 922型（黃醫生）：以新幹線0系電車為基礎而製造的東海道、山陽新幹線用電氣軌道綜合試驗車輛，其中JR東海所屬的車輛為0番台（T1編組）、10番台（T2編組），JR西日本所屬的車輛為20番台（T3編組），目前均已停用報廢。
- 923型（黃醫生）：以新幹線700系電車為基礎而製造的東海道、山陽新幹線用電氣軌道綜合試驗車輛，其中JR東海所屬的車輛為0番台（T4編組），JR西日本所屬的車輛為3000番台（T5編組），目前仍正在使用中。
- 925型：0番台（S1編組）、10番台（S2編組），以新幹線200系電車為基礎而製造的東北、上越新幹線用電氣軌道綜合試驗車輛，由日本國有鐵道所有，之後由JR東日本承接並繼續使用，目前已停用報廢。
- 941型：原作為日本國鐵在新幹線用的電氣軌道綜合試驗車輛，之後改造為救援車輛。
- E926型（East i）：由JR東日本所有，為目前東北、上越、北陸、北海道、山形和秋田新幹線用的電氣軌道綜合試驗車輛。

## 維修基地
- 東海道新幹線
  - 車輛基地：大井車輛基地、三島車輛所（日语：三島車両所）、名古屋車輛所（日语：名古屋車両所）、鳥飼車輛基地（日语：鳥飼車両基地）
  - 機修廠：濱松機修廠（日语：東海旅客鉄道浜松工場）
- 山陽新幹線
  - 綜合車輛基地：博多綜合車輛所（廣島分所、岡山分所）
- 東北新幹線
  - 綜合車輛基地：新幹線綜合車輛中心（日语：新幹線総合車両センター）
  - 車輛基地：東京新幹線車輛中心（日语：東京新幹線車両センター）、小山新幹線車輛中心（日语：小山新幹線車両センター）、盛岡新幹線車輛中心（日语：盛岡新幹線車両センター）
- 上越新幹線
  - 車輛基地：新潟新幹線車輛中心（日语：新潟新幹線車両センター）
- 北陸新幹線
  - JR東日本車輛基地：長野新幹線車輛中心（日语：長野新幹線車両センター）
  - JR西日本綜合車輛基地：白山綜合車輛所（日语：白山総合車両所）
- 九州新幹線
  - 綜合車輛基地：熊本綜合車輛所（日语：熊本総合車両所）
  - 車輛基地：川內新幹線車輛中心（日语：川内新幹線車両センター）
- 山形新幹線
  - 車輛基地：山形车辆中心（日语：山形新幹線車両センター）
- 秋田新幹線
  - 車輛基地：秋田车辆中心（日语：秋田総合車両センター南秋田センター#秋田新幹線車両センター）、盛岡新幹線車輛中心

## 安全性
新幹線營運超過50年，載客近100億人次，儘管日本的地震和颱風頻繁，截止至2018年，仍未發生因包括撞擊、脫軌等行車事故導致乘客死亡，也成就零事故的安全神話。新幹線曾發生因乘客自殺、落軌等造成的死亡事故，但不算入行車事故。
至今已有兩宗營運中的新幹線列車脫軌事件。第一個是在2004年10月23日，在上越新幹線行駛的朱鷺號325號列車於即將抵達新潟縣長岡車站附近時，因新潟地震發生，造成該列車十節車廂當中有八個在長岡附近的路線出軌，154名乘客沒有傷亡。另一列車脫軌事故發生在2013年3月2日的秋田新幹線上。在當時暴雪條件下，秋田小町號25號列車於大山附近的路段出軌，沒有造成任何乘客受傷。
發生地震時，地震檢測系統可以使列車在短時間內停止。上越脫軌事件發生後，當局就安裝了一種新的裝置防止脫軌。
2018年6月14日日本新干线发生撞人事故，事故发生于当天下午2点左右，列车为“希望176”号，乘客约200人，自博多站开往东京站，在博多至小仓区段撞到人，但发生事故后直到发现车头出现大洞，而且粘有血迹，司机才停车进行检查。工作人员检查后发现，车头部分存在与人相撞的痕迹，破损部位存在人体的一部分，沿线也散落着部分人体组织。JR西日本对安全措施的态度继2017年底发生底盘龟裂问题后，再次受到质疑。

### 事故
日本新幹線號稱全世界最安全的鐵道系統，擁有營運五十年二十億公里零死亡的紀錄。
- 1973年2月21日，東海道新幹線的大阪運轉所（鳥飼基地）發生列車脫軌事故，但因為是空車，沒有任何人員傷亡。
- 1974年，新幹線東京運轉所（品川基地）分岐線與新大阪站陸續發生ATC信號異常事故。
- 1991年9月30日，光91號（100系X編組）部分車輪從東京站出發後發生卡死，但列車行駛至三島站才停止。當時列車最高速度曾達系統最高速限225km/h。
- 1997年，山陽新幹線的岡山新幹線運轉所發生列車過走脫軌事故。
- 1999年6月27日，山陽新幹線的福岡隧道發生頂部的水泥護壁剝落事故，造成行駛此路段的列車頂部部分毀損。
- 2015年6月30日上午，东海道新干线希望号发生自焚事件。该列车行驶至神奈川县新橫濱——小田原路段时，一名男子在一号车厢内拿出一个白色塑料桶，向四周泼洒油状液体并浑身浇油后，用打火机点火，大火很快被赶来的乘务员熄灭。事件中的自焚男子及另一名50多岁女性乘客死亡，受伤者超过11人[47][48]。
- 2017年6月21日東海道及山陽新幹線21日受到停電影響，導致列車大範圍停駛超過5小時，估計有72班次、5萬人以上行程受到延誤，逾500名乘客被迫滯留車廂過夜[49]。
- 2017年12月11日，博多至东京的希望34号行進中出現異常聲響，于名古屋站停车檢查时发现转向架有漏油情况，及转向架钢制框架出现了約14公分長裂縫。日本国家运输安全委员会将此事认定为重大事件（?）进行调查，也是新干线首次被认定出现重大事件[50]。

## 新幹線接力號
新幹線接力號指：
- 1982年（昭和57年）-1985年（昭和60年）上野 - 大宮間途徑東北本線連結東北新幹線和上越新幹線的連絡列車。
- 1985年（昭和60年）-1986年（昭和61年）於新井/高田/直江津 - 長岡間途徑信越本線的臨時快速列車。
- 1995年（平成7年）10月22日、25日、29日因為長野新幹線工事上越新幹線高崎‐越後湯沢間運行休止途徑上越線的臨時特急列車。
- 2004年（平成16年）至2011年（平成23年）因為九州新幹線部分通車而增設運行新八代 - 博多間的L特急列車。參照「燕子接力號」
- 2011年（平成23年）東北地方太平洋沖地震發生後東北新幹線受損嚴重，復舊期間福島 - 仙台間途徑東北本線的東北新幹線連絡列車。
- 2022年（令和4年）因為西九州新幹線部分通車而增設武雄溫泉 - 博多間的特急列車。參照「海鷗接力號」

### 新幹線接力號（1982年 - 1985年）
1982年（昭和57年）6月23日，東北新幹線大宮 - 盛岡間暫定開業，同時增設上野 - 大宮間的連結列車。
同年11月15日，上越新幹線開業改為使用185系200番台14辆編成
它是新幹線列車的延伸，上野 - 大宮間沒有停靠任何車站，具有以下特點：
- 兩站的月台與在來線月台不同（一開始上野站使用15號月台、上越新幹線開業後使用6號月台。大宮站使用7號月台），並且通往月台的通道也與在來線通道分開。
- 新幹線用的定期券（FREX）外部可以用其他定期券乘車、部分班次只可供持有新幹線特急券的人使用、其實當時的旅客營業規則說明定期券以外的上野 - 大宮間持有乘車券（普通乘車券）的乘客可以搭乘（但持有新幹線特急券的乘客可以優先乘車）。
- 列車編成中連結的綠色車廂只供有新幹線特急綠色車廂券還有殘疾人士的「優先席」。

根據普通列車時刻表，運行時間約為29分鐘，但該區間也考慮乘坐東北本線/高崎線或京濱東北線的普通列車運輸，以及當時的東北新幹線/上越新幹線時刻表欄目中。除上述列車外，其他列車不設定為接駁列車。
東北・上越新幹線開業至上野開業後，於1985年（昭和60年）3月14日結束運行，本列車改為185系200番台上野發車「草津」使用的新特急列車格和L特急「踊子」增發。

## 海外輸出

### 路線系統
- 台灣高速鐵路：採用新幹線的車輛以及部份機電技術（新幹線的規格無法完全符合高鐵局開出的特殊規格），這也是新幹線技術首次向海外輸出。
- 中华人民共和国高速铁路：中華人民共和國高速鐵路的部分路段與車輛採用新幹線的技術規格，例如採用和新幹線相同的轨道板。但實際上常與法國、德國等國的技術混雜使用，當中又以德國標準為主。
- 印度高速鐵路：2020年11月26日，印度国家高铁公司与相关企业签署铁路建造合約，该高铁线路将连接艾哈迈达巴德与孟买，涉及的路段全长237公里[51]。

### 車輛
- 700T型：由新幹線700系改良而成，是供台灣高速鐵路使用而設計的特殊衍生版，但由於導入了500系列車的動力輸出系統，因此時速較原本的700系還高，可達300公里。700T系針對台灣夏季更潮濕的氣候，加強空調系統及車廂設計，整體車廂塗裝及設計與原本的700系不同。
  - 2023年與日立東芝聯盟（Hitachi Toshiba Supreme Consortium, HTSC）簽訂採購合約，继续採購新世代列車，新車將以700S為參考車型[52]。
- CRH2型：外銷中華人民共和國的E2-1000型列車。針對中華人民共和國铁道普遍存在的鐵軌垃圾，将通风系统改为顶部入风。2007年初開始投入營運，日本方面並把部分低階技術出售給中華人民共和國，使得中國方面有能力自行生產和改良新幹線列車。
- 395型：配合英國既有路線本身狹小的淨空，所以使用日立所製造的885系車體為基礎，並搭配新幹線的動力轉向架，為了能讓列車行駛歐洲之星的CTRL高速新線，也因此裝配TGV的號誌系統TVM430。

## 活动
配合东北新干线的八户站-新青森站间开通（2010年12月4日），以及九州新干线的博多站-新八代站间开通（2011年3月12日），作为北海道旅客铁道（JR北海道）和四国旅客铁道（JR四国）等六家JR集团客运公司的联合项目，“THE新干线”活动于2010年12月15日至2011年3月31日举行。广告标语是“有和日本一起继续奔跑的梦想”。期间，将利用手机的GPS功能举办移动拉力赛，并设有新干线车站等检查站““THE新干线”拉力赛《挑战穿越日本列岛的新干线！》”和，在JR集团的铁路、旅行信息网站“训练时间”开设了特别网站等。

## 照片集

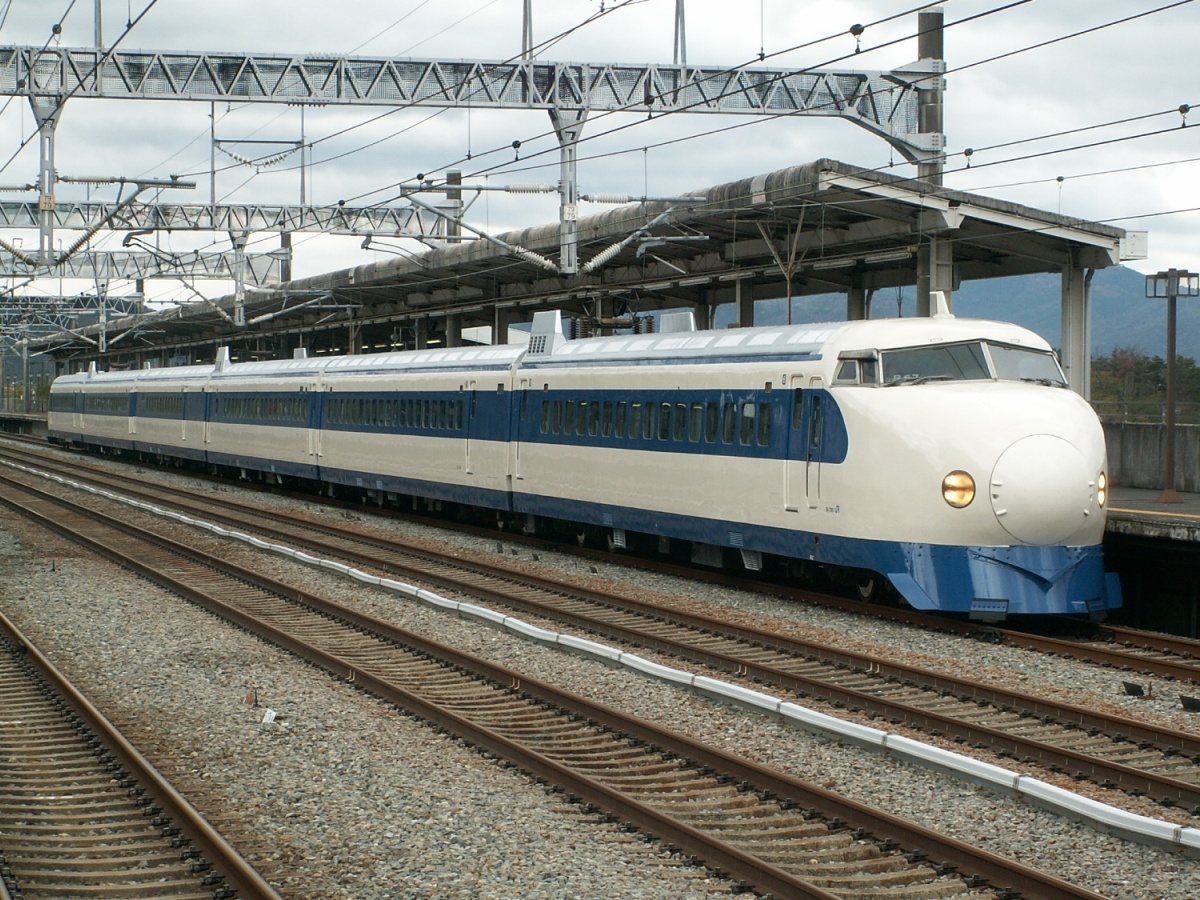
0系，原山陽新幹線「回聲號」用車（2008年12月14日已退役），R67編組，攝於2008年
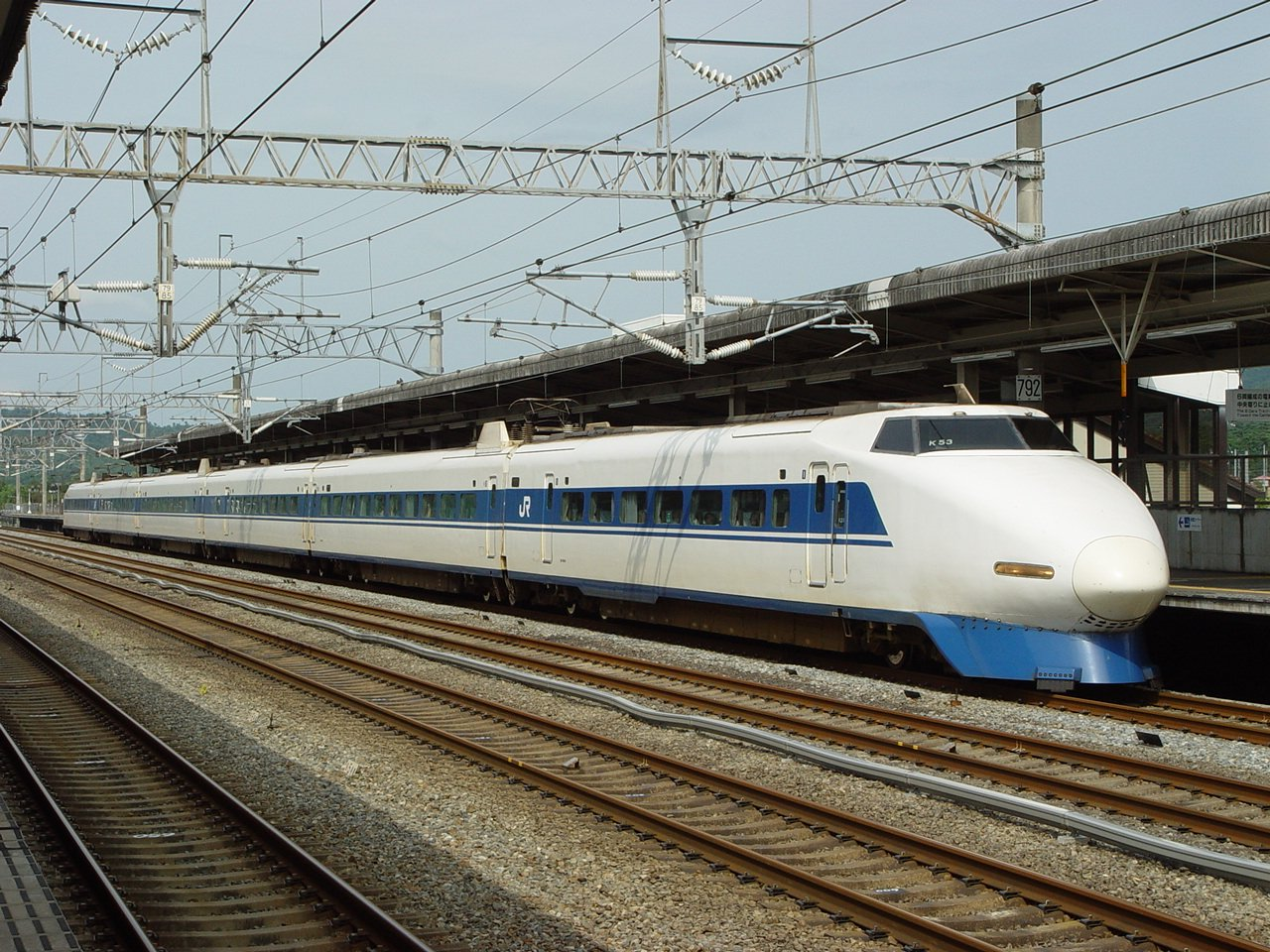
100系，原山陽新幹線「回聲號」用車（2012年3月16日已退役），原始藍白塗裝版本，K53編組，攝於2008年
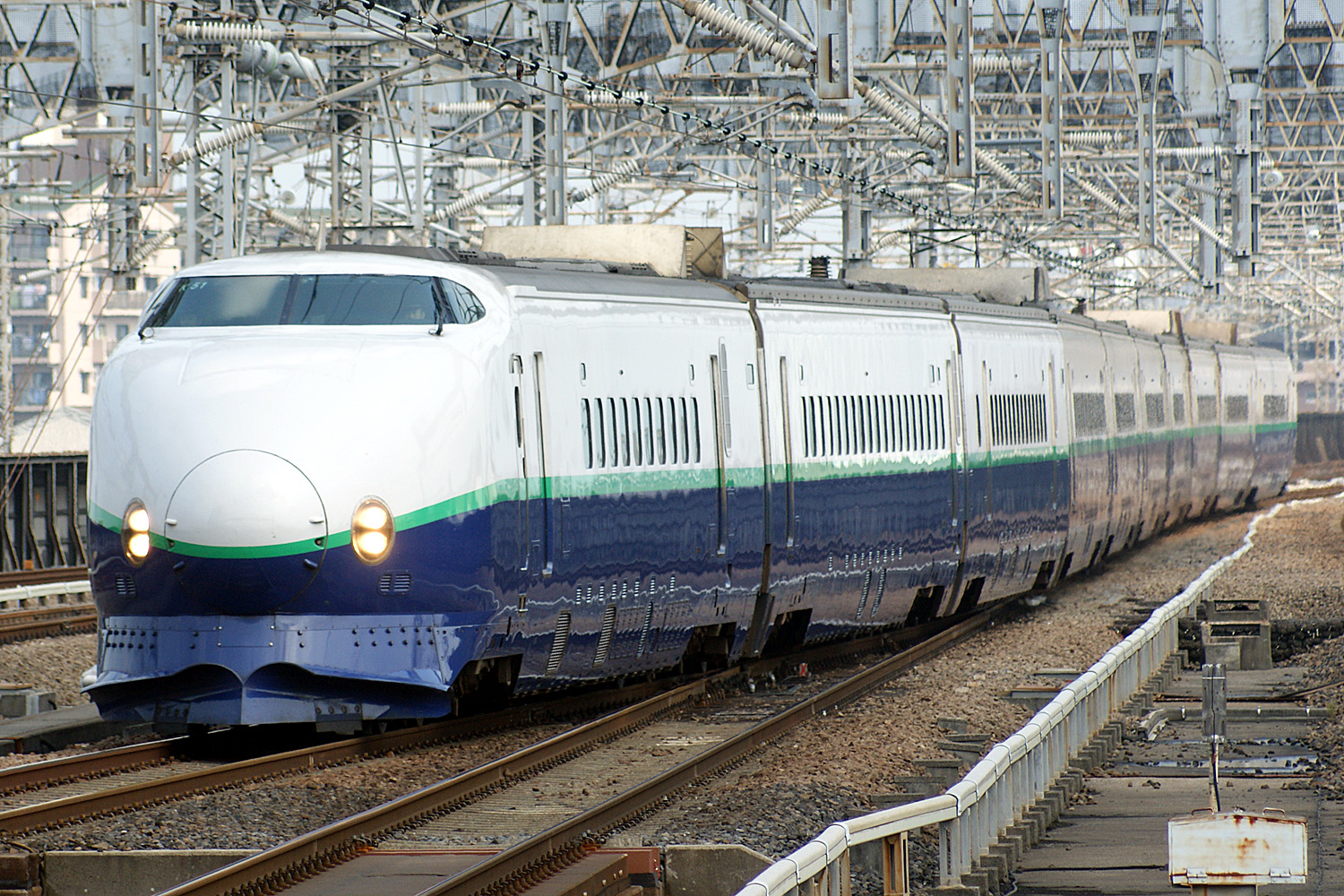
200系，上越新幹線「朱鷺號」（2013年3月15日已退役），翻修工程後塗裝，K編組
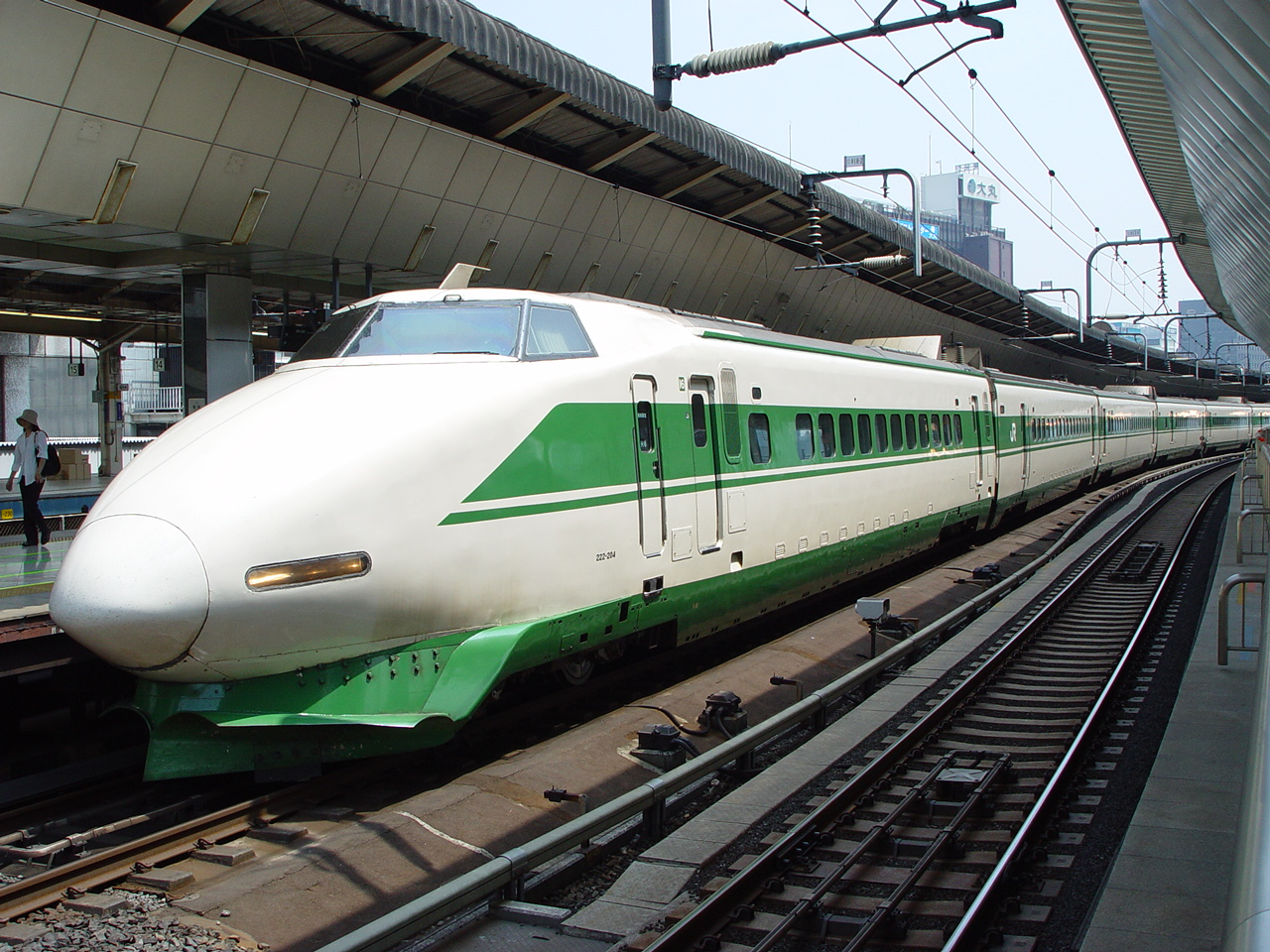
200系H編組，東北、上越新幹線（2005年8月28日已退役）
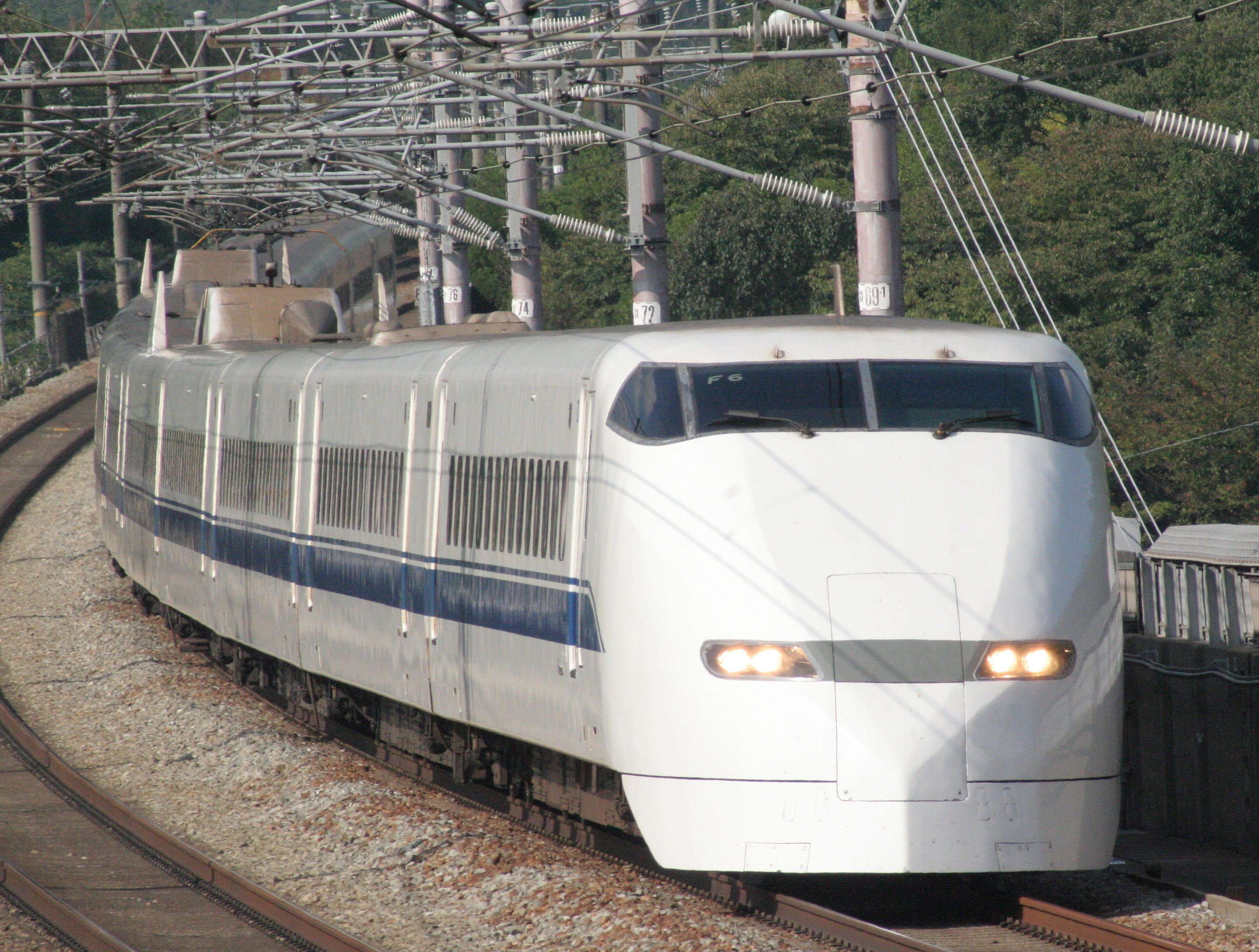
300系，原山陽新幹線「光號」用車（2012年3月16日已退役），F6編組，攝於2008年
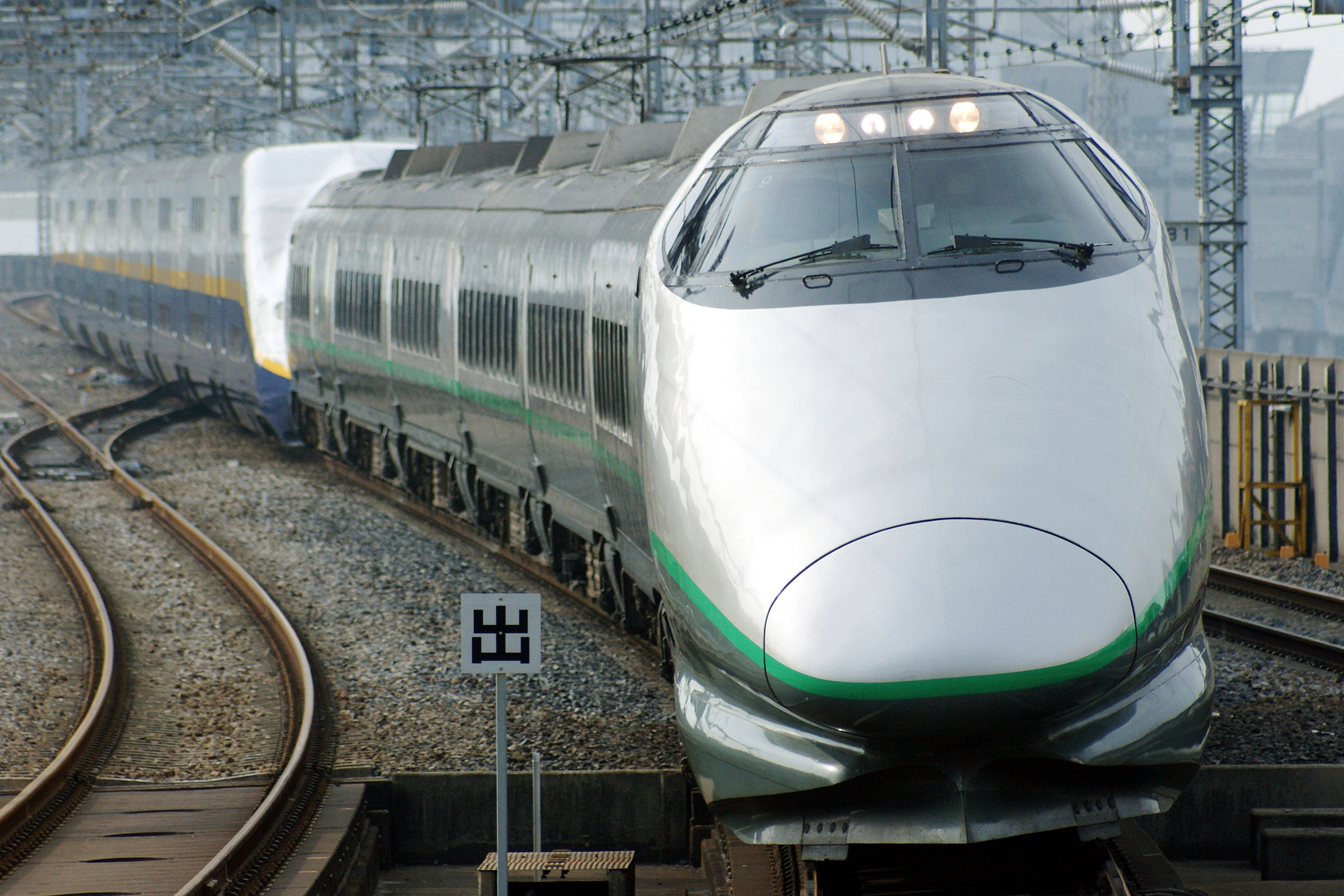
400系，原山形、東北新幹線「翼號」用車（2010年4月18日已退役），翻修工程後塗裝，L9編組，攝於2008年
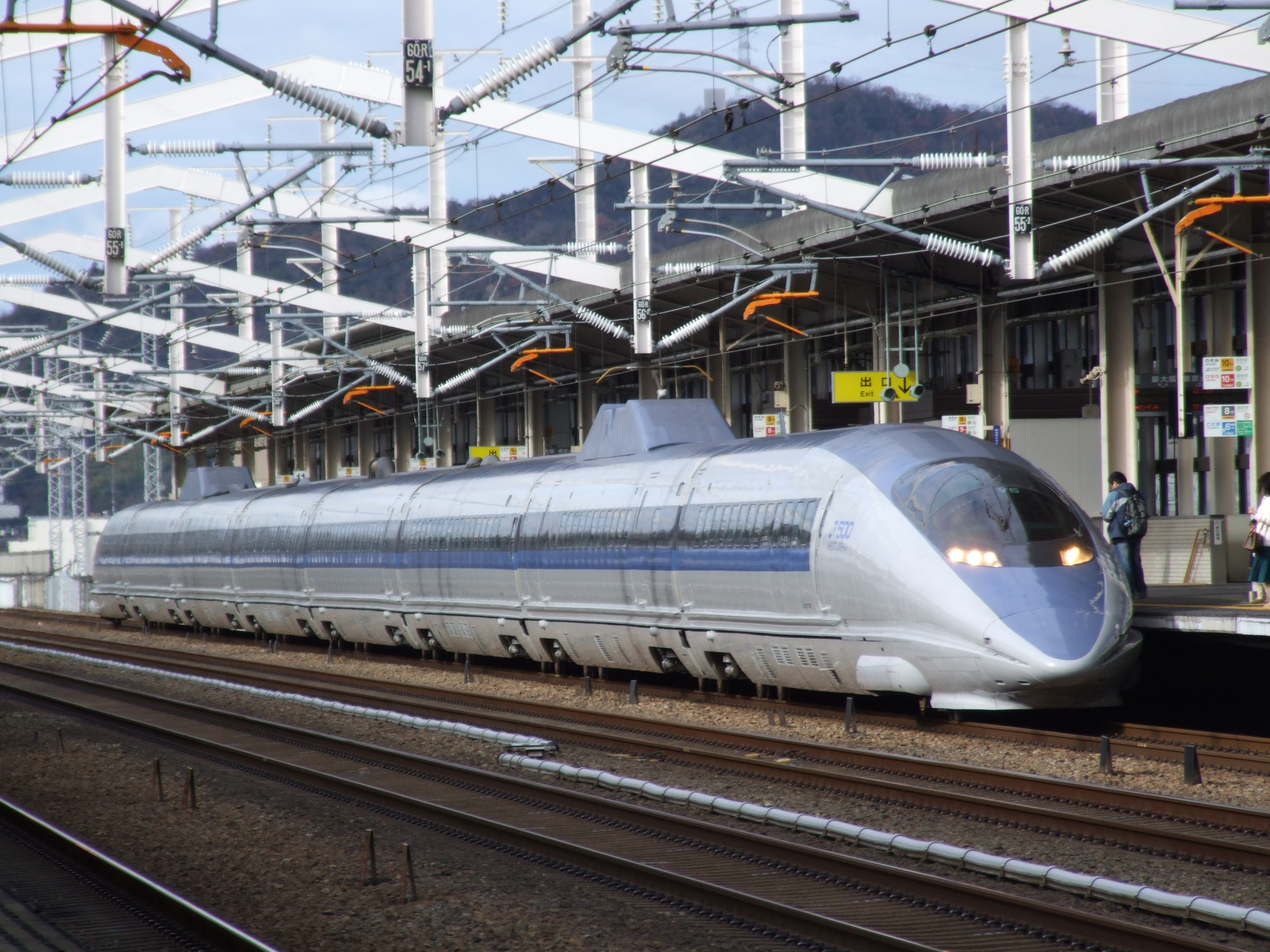
500系7000番台，山陽新幹線「回聲號」，V編組
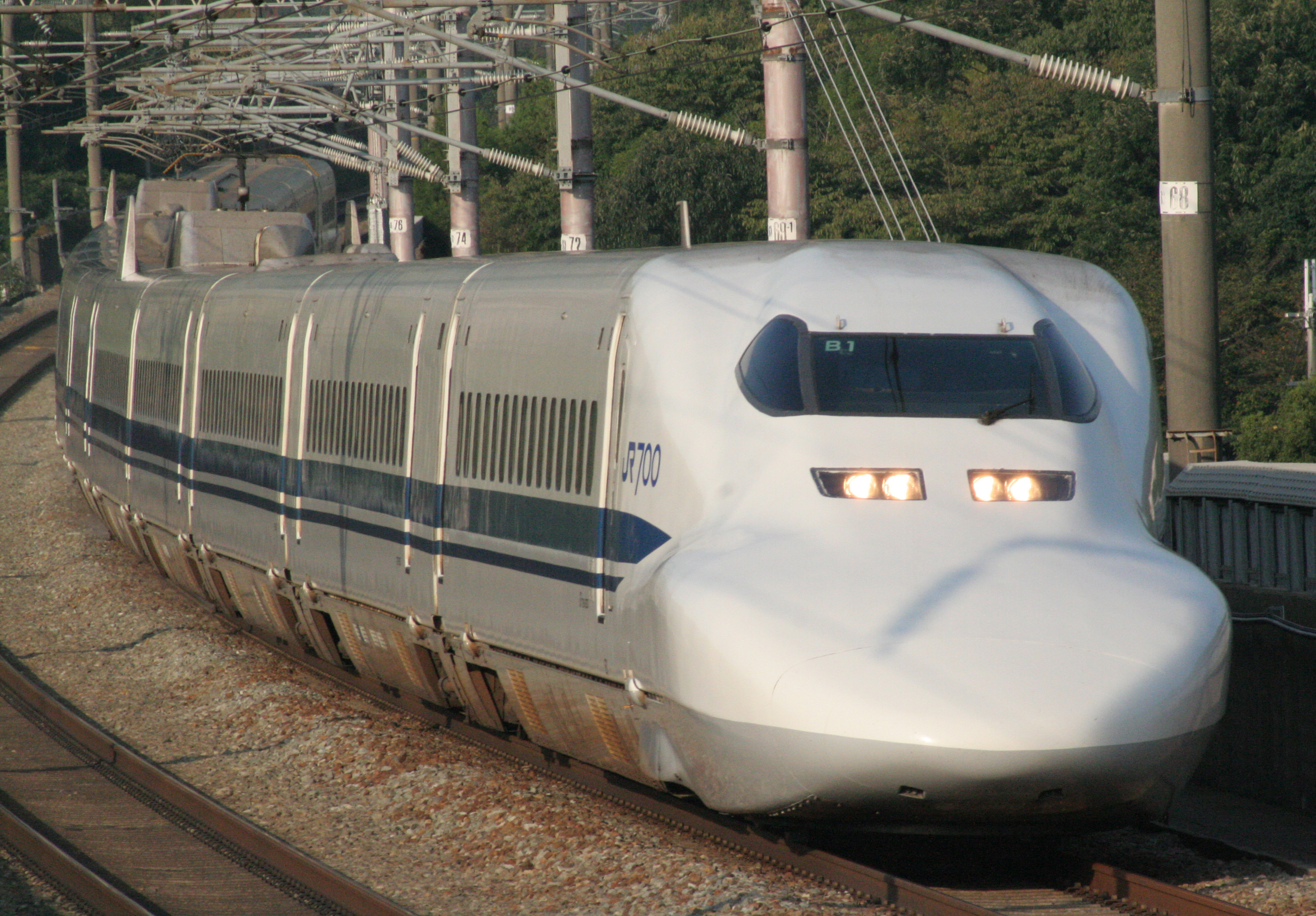
700系3000番台，山陽新幹線「希望號」B1編組
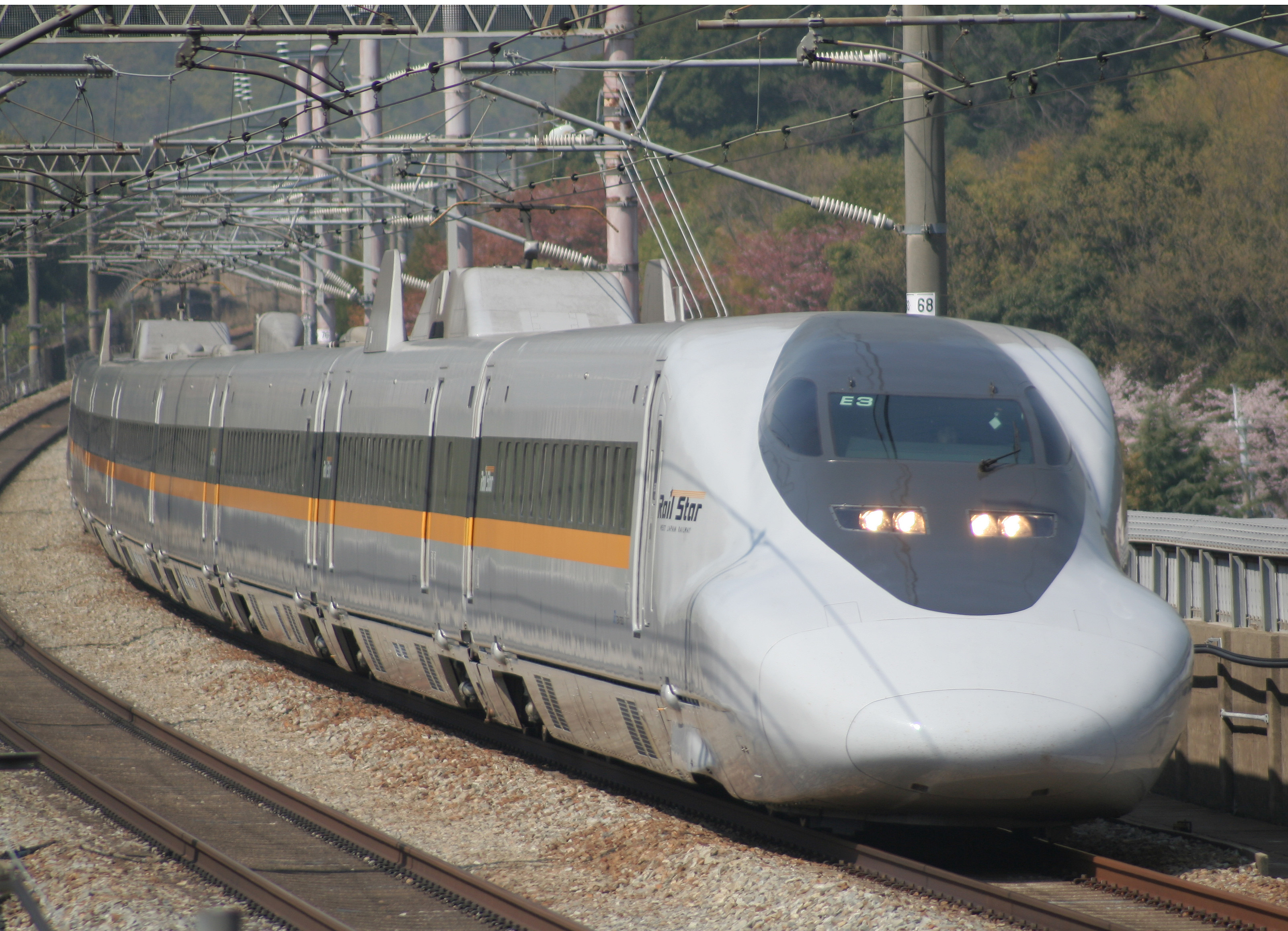
700系「光號鐵路之星」，山陽新幹線E3編組
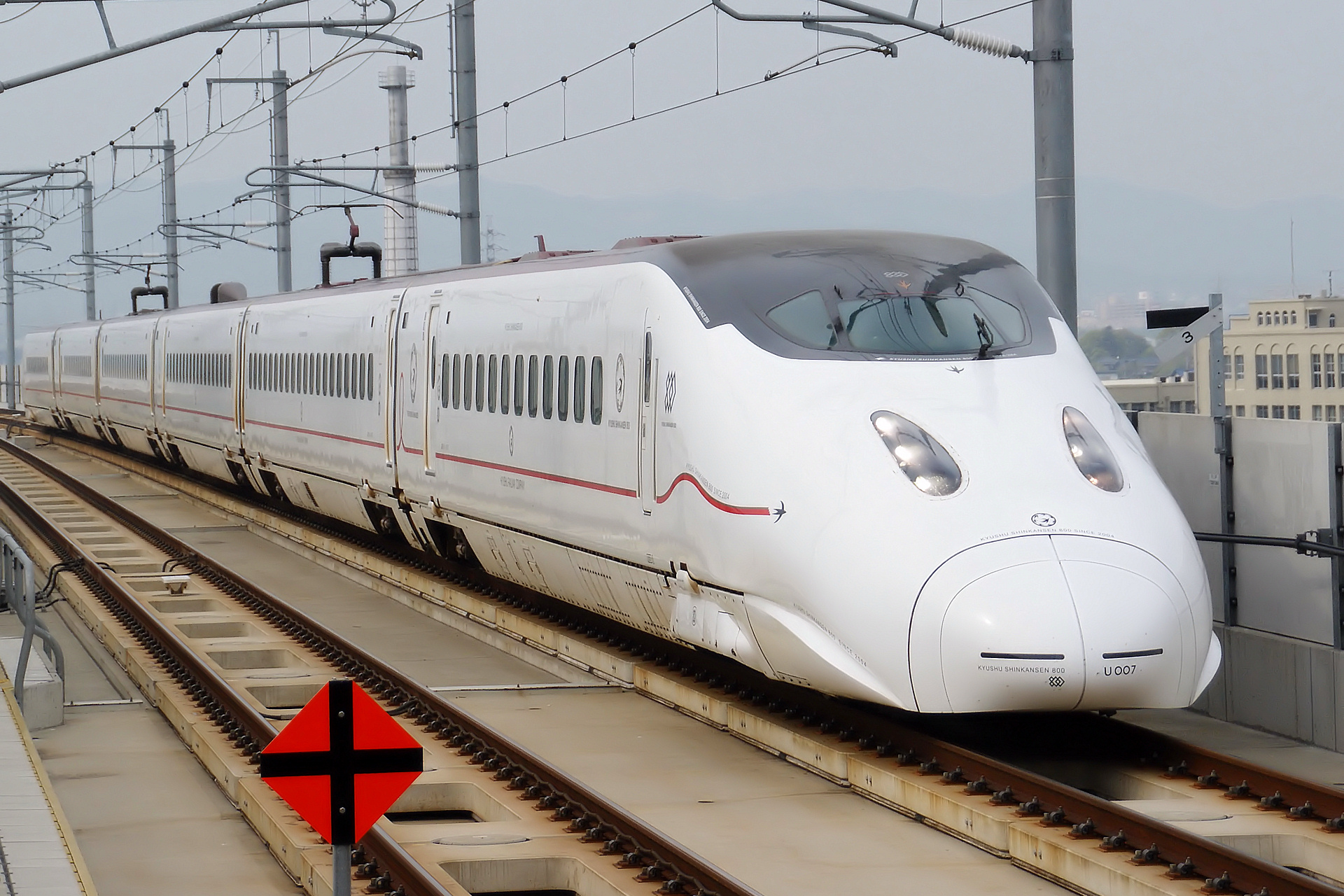
800系，九州新幹線「燕號」U7編組，新塗裝
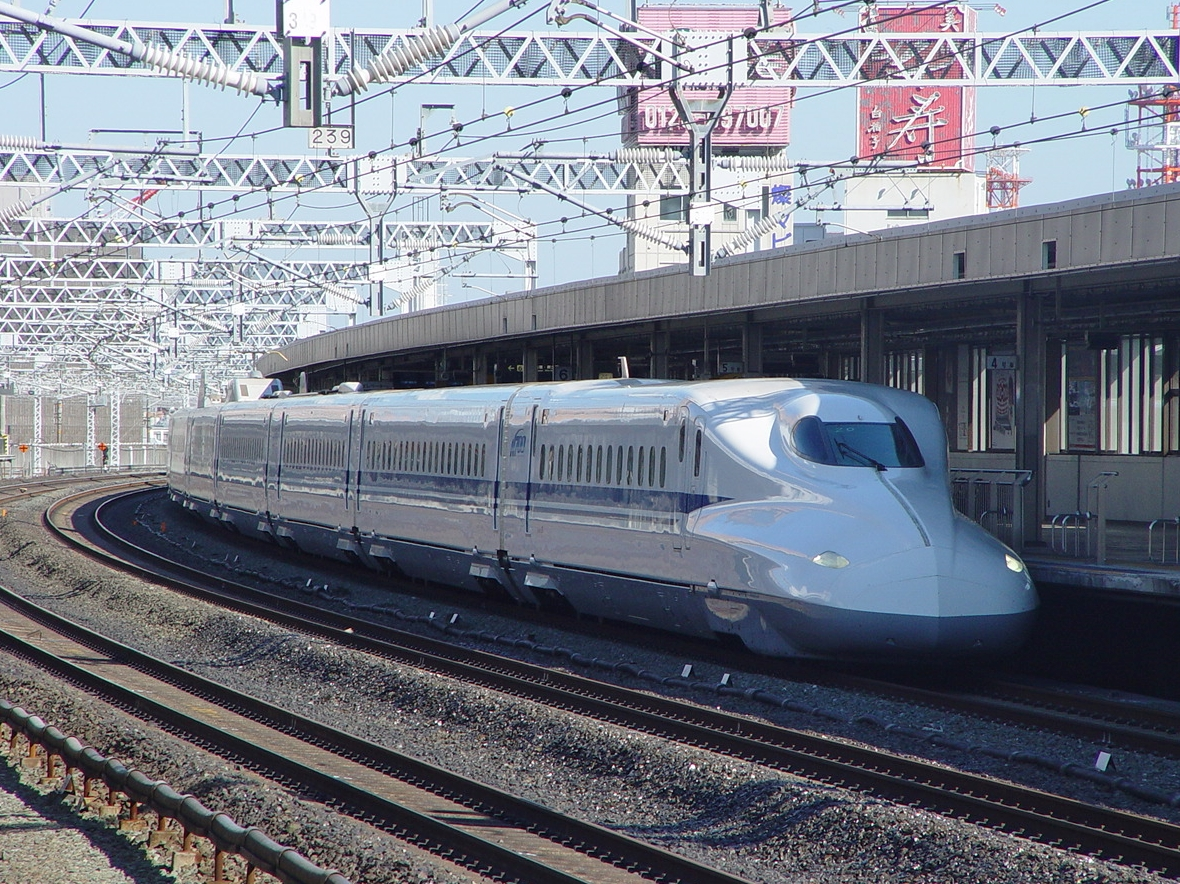
N700系，東海道新幹線「希望號」用車，原型車Z0編組
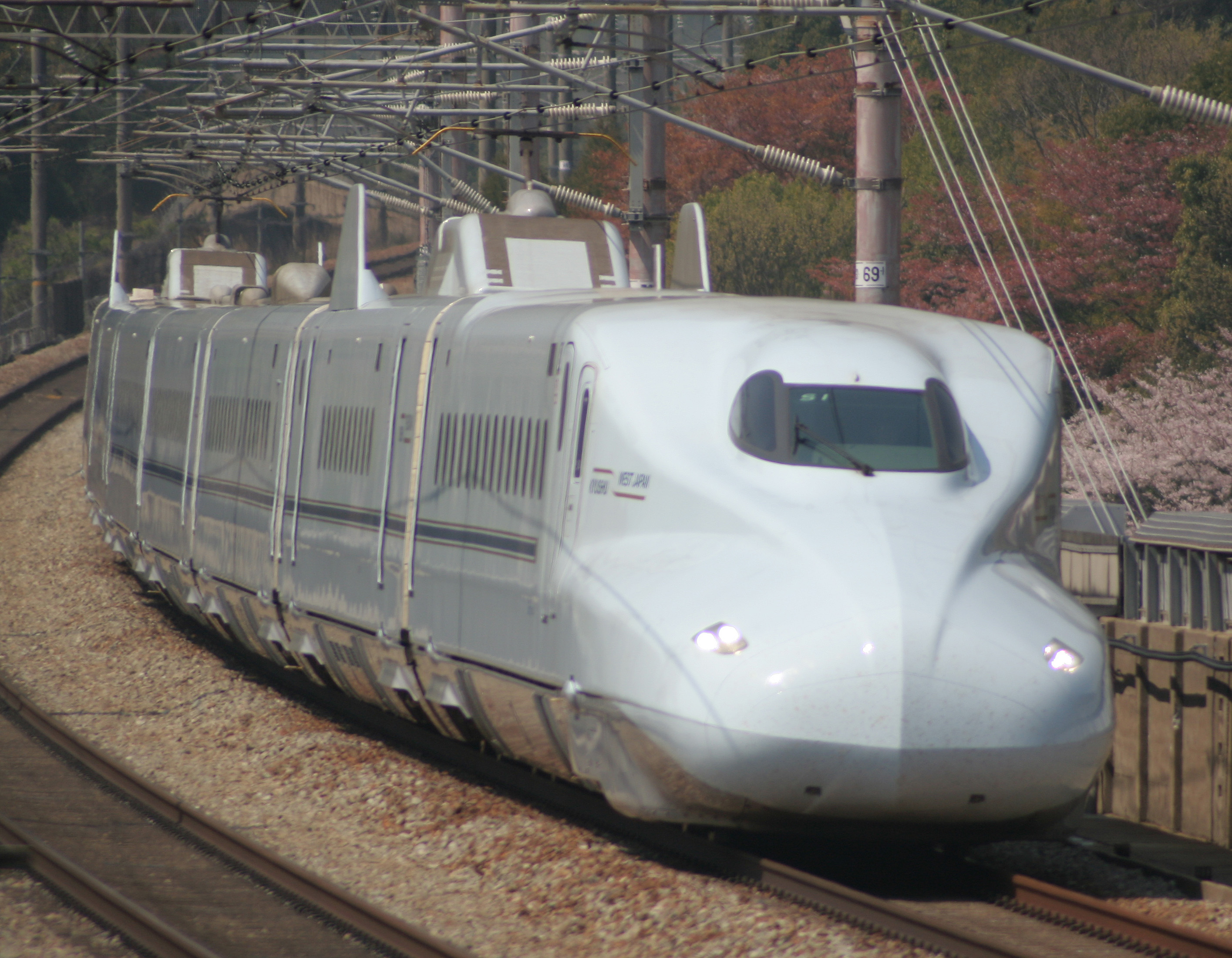
N700系7000番台，山陽、九州新幹線直通「瑞穗號」、「櫻號」用車，S1編組
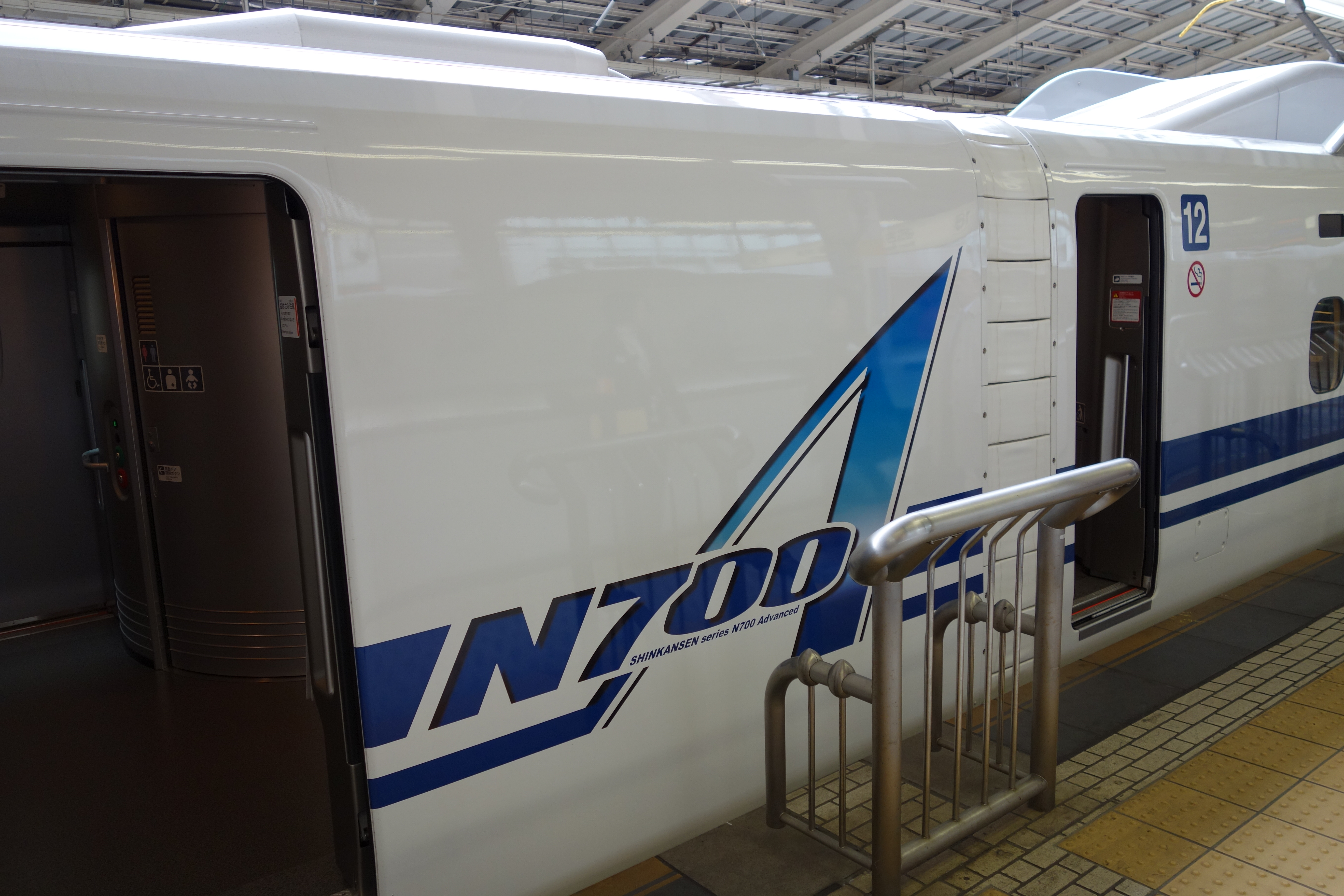
N700A，東海道新幹線「希望號」用改良型車輛，G編組
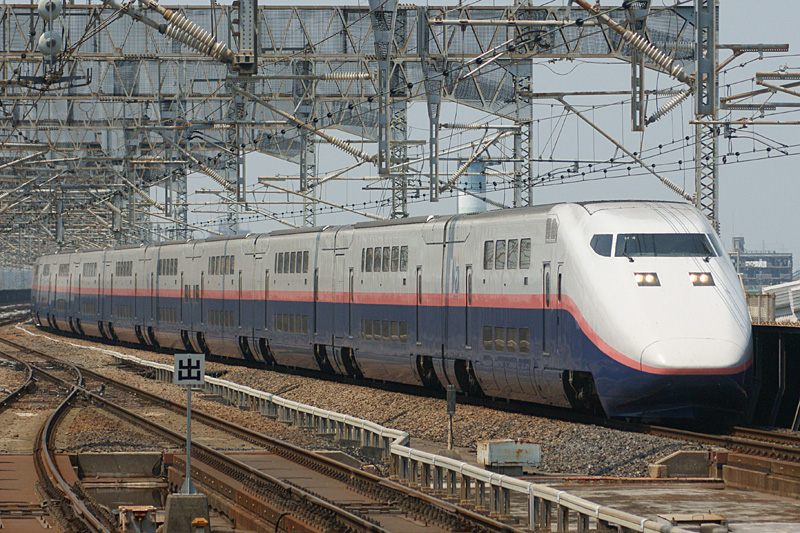
E1系，原東北、上越新幹線「Max山彥號」「Max朱鷺號」「Max谷川號」用車（2012年10月27日已退役）。翻修工程後塗裝，M編組，攝於2008年
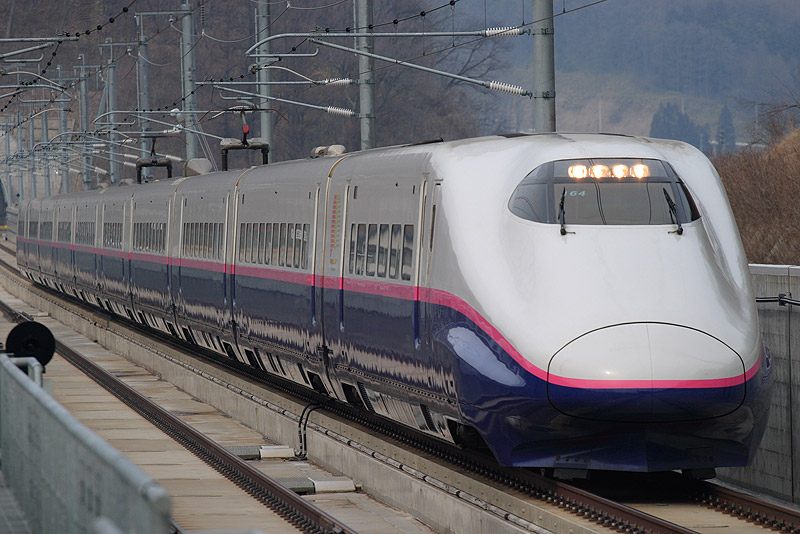
E2系1000番台，東北新幹線「山彥號」，J編組
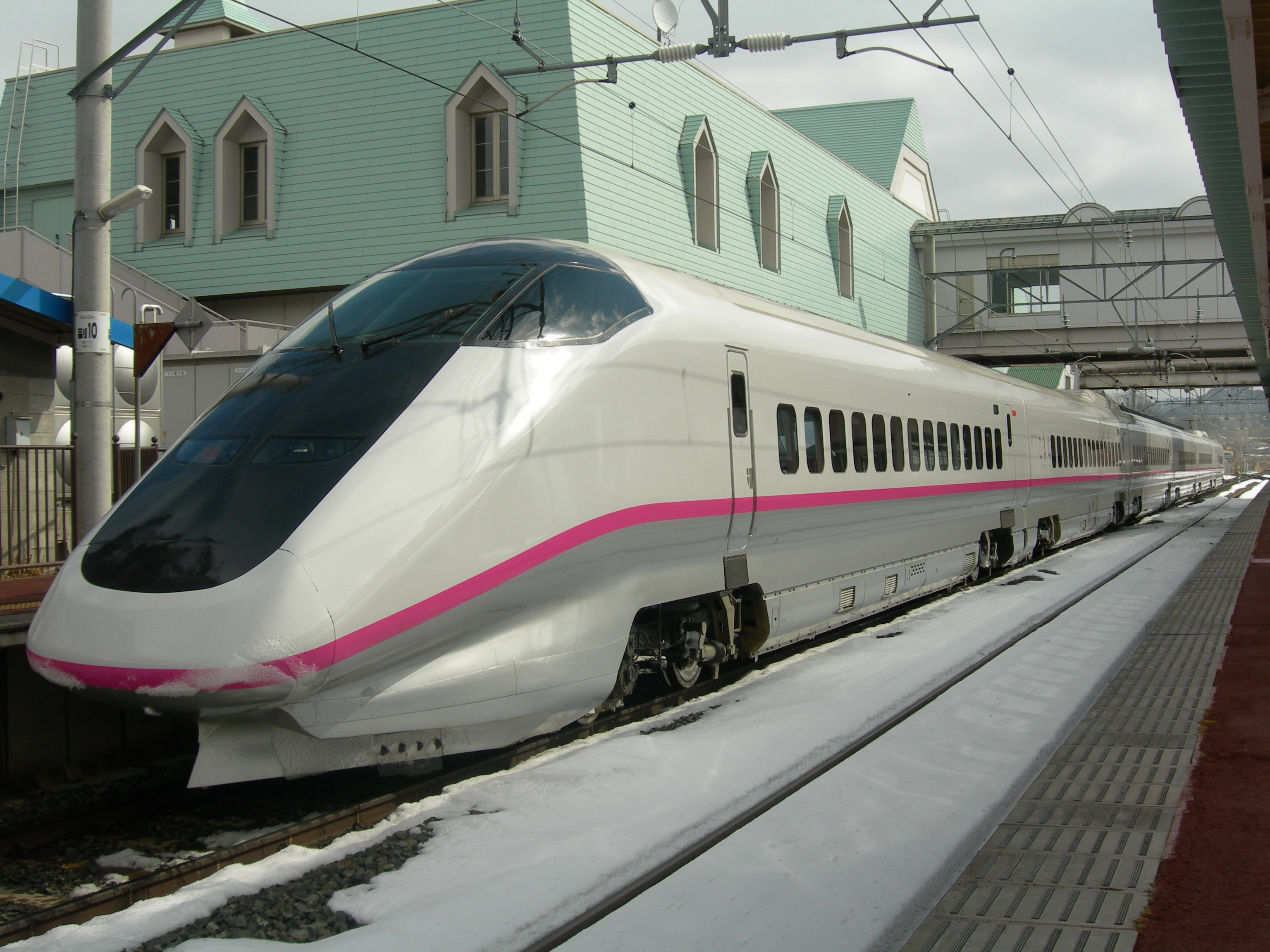
E3系，秋田新幹線「小町號」，R編組
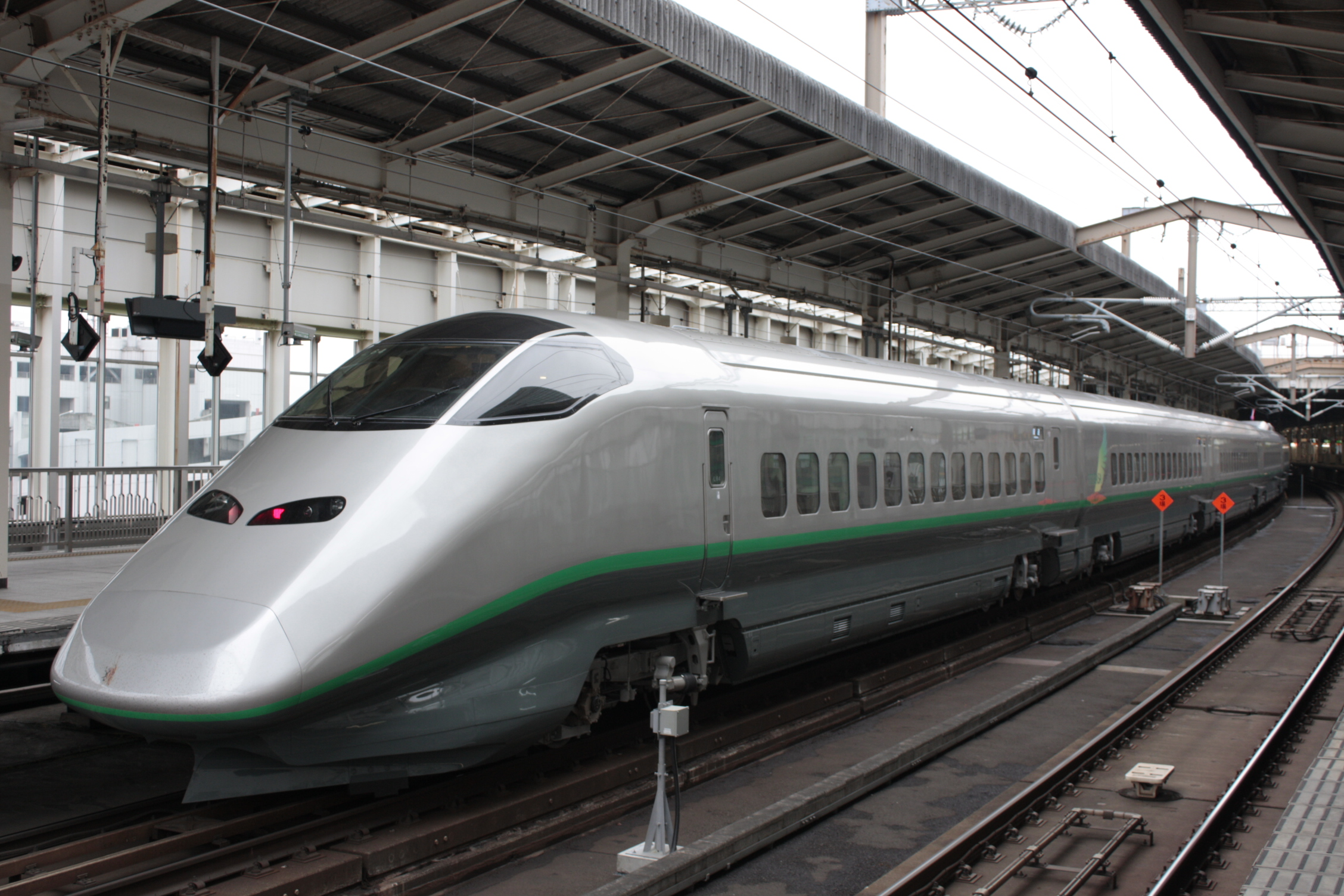
E3系2000番台，山形、東北新幹線「翼號」，L編組
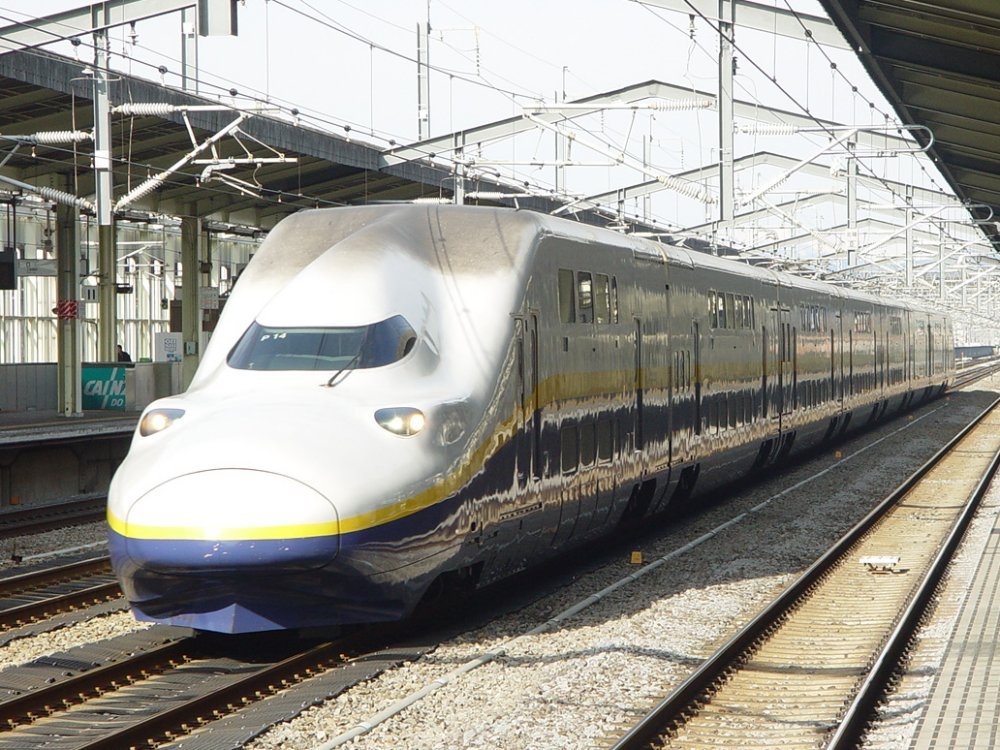
E4系，東北、上越新幹線「Max朱鷺號」，P編組
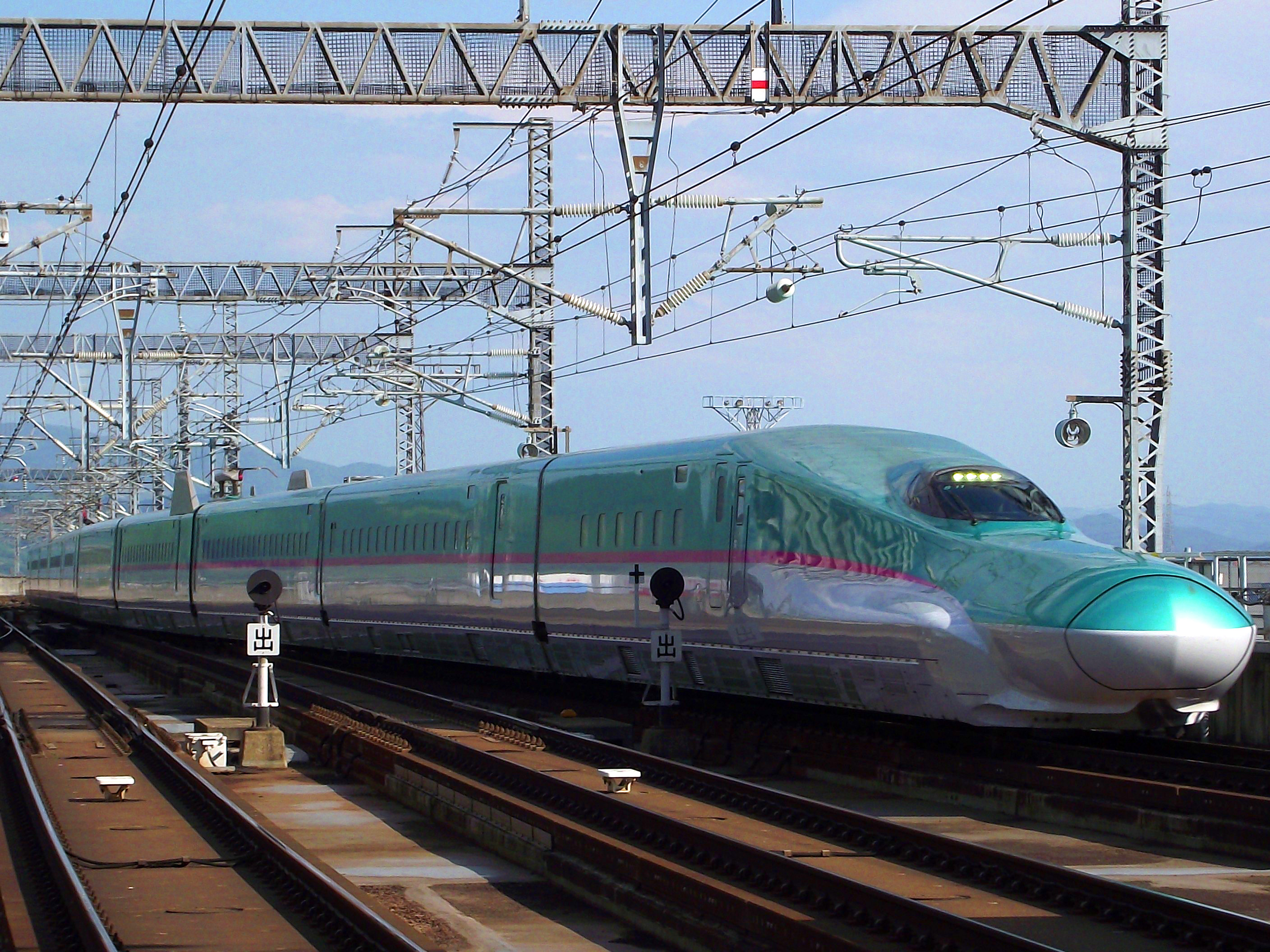
E5系，東北新幹線「隼號」，U3編組
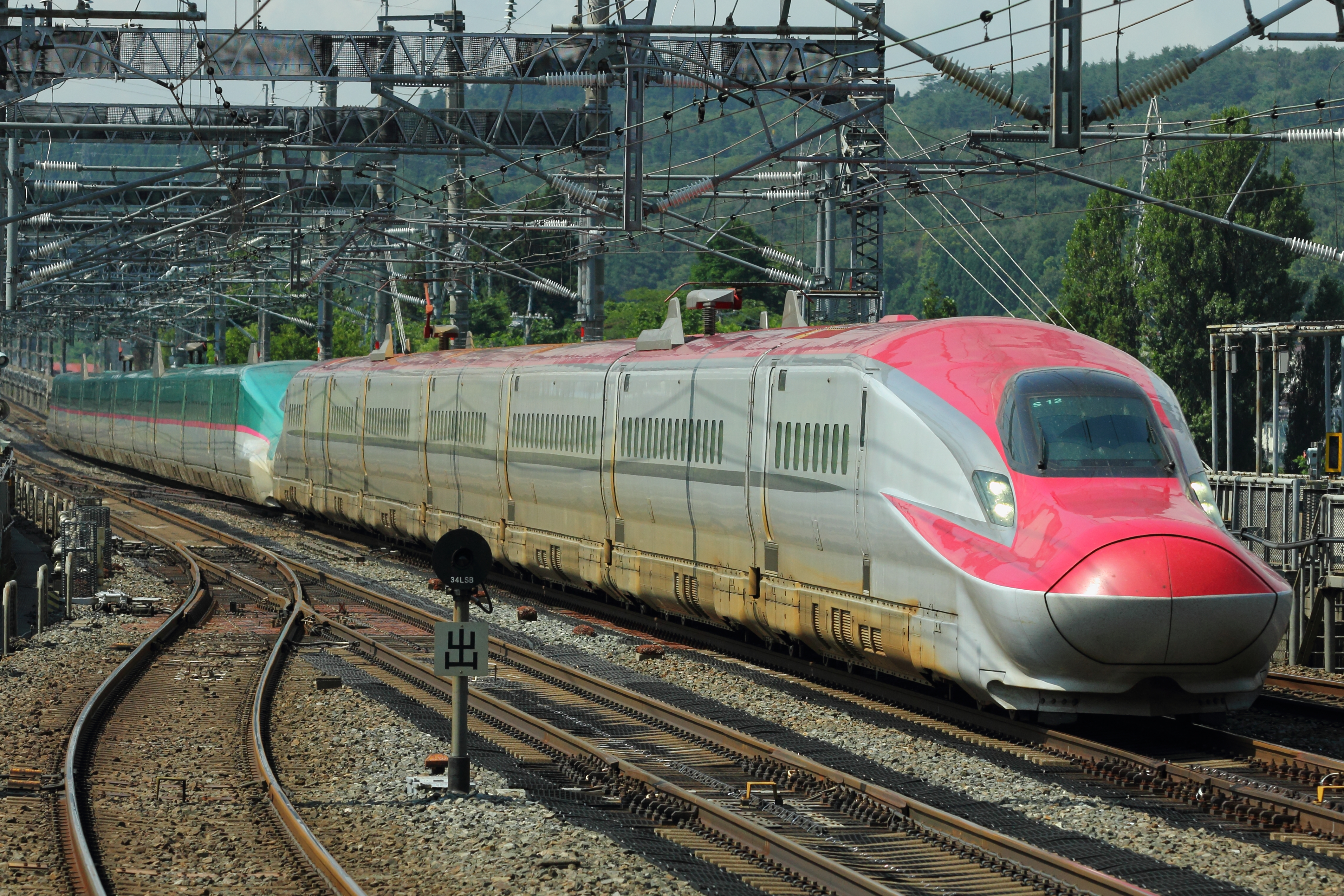
E6系，東北、秋田新幹線「超級小町號」，測試用S12編組
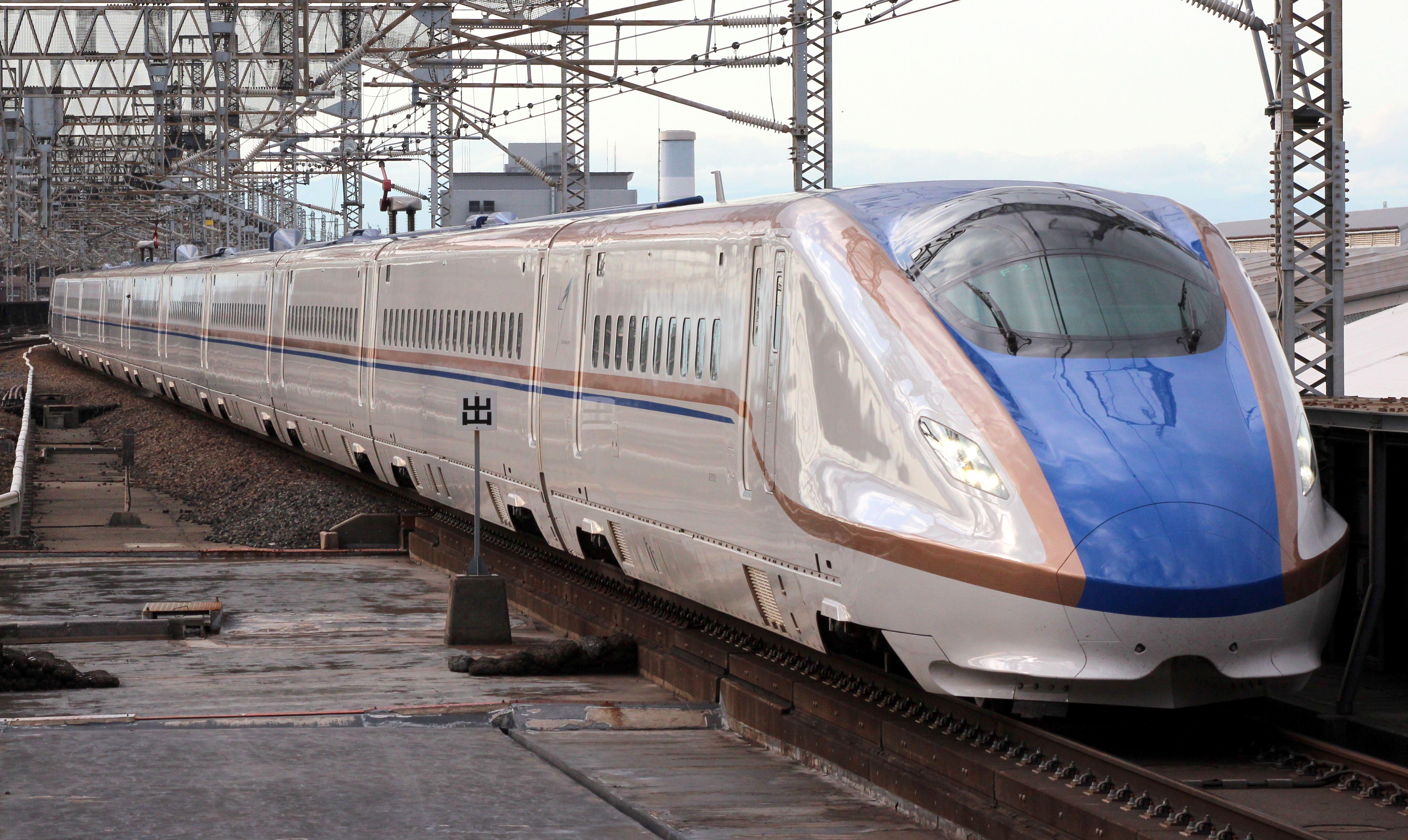
E7系，北陸新幹線「淺間號」，F2編組
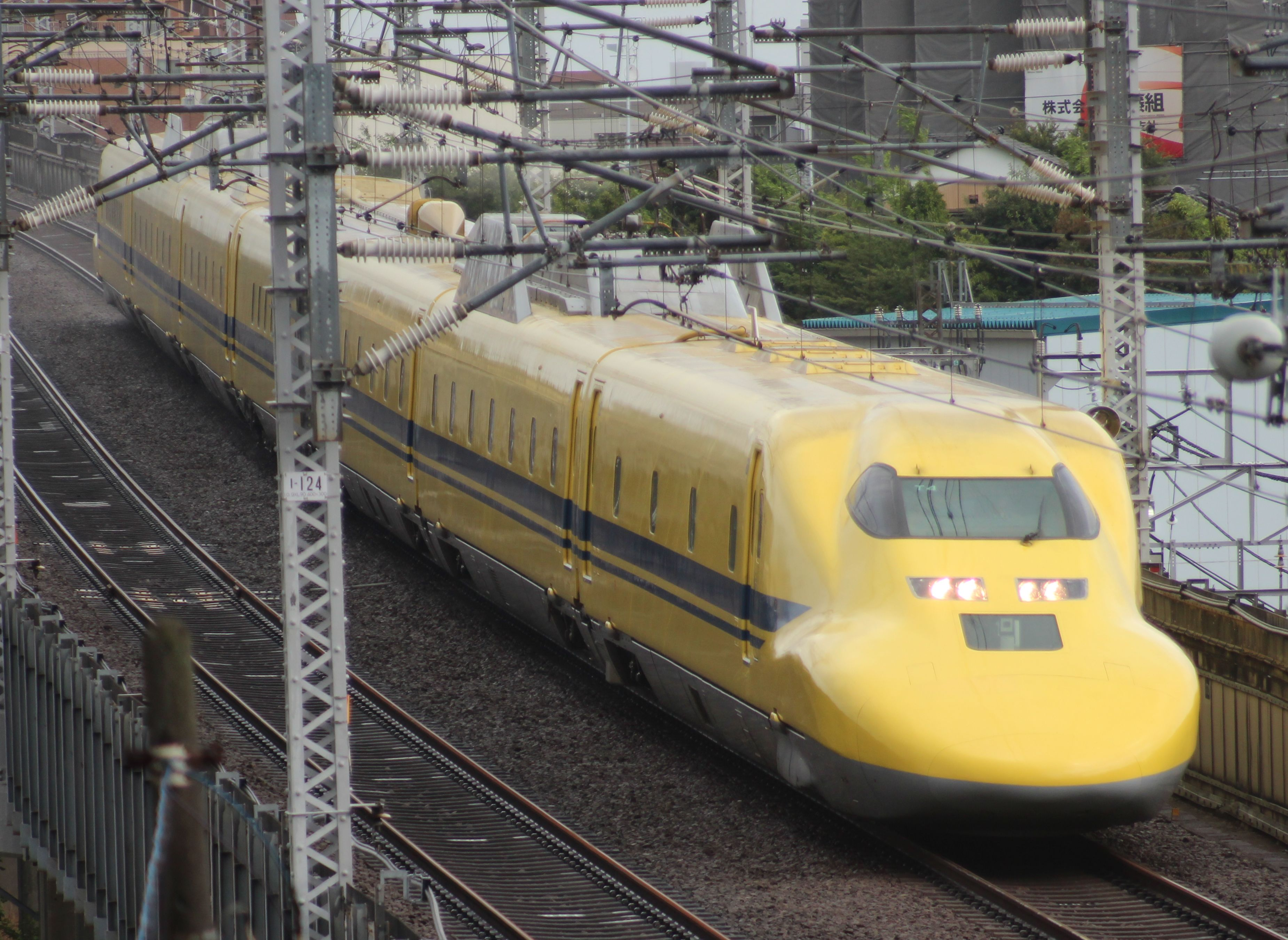
923型0番台「黃色醫生」（Doctor Yellow），JR東海T4編組
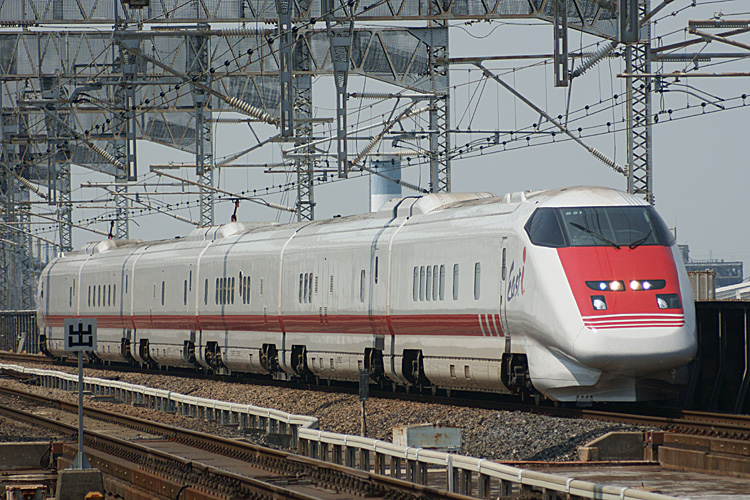
E926型「East i」實驗車，JR東日本S51編組
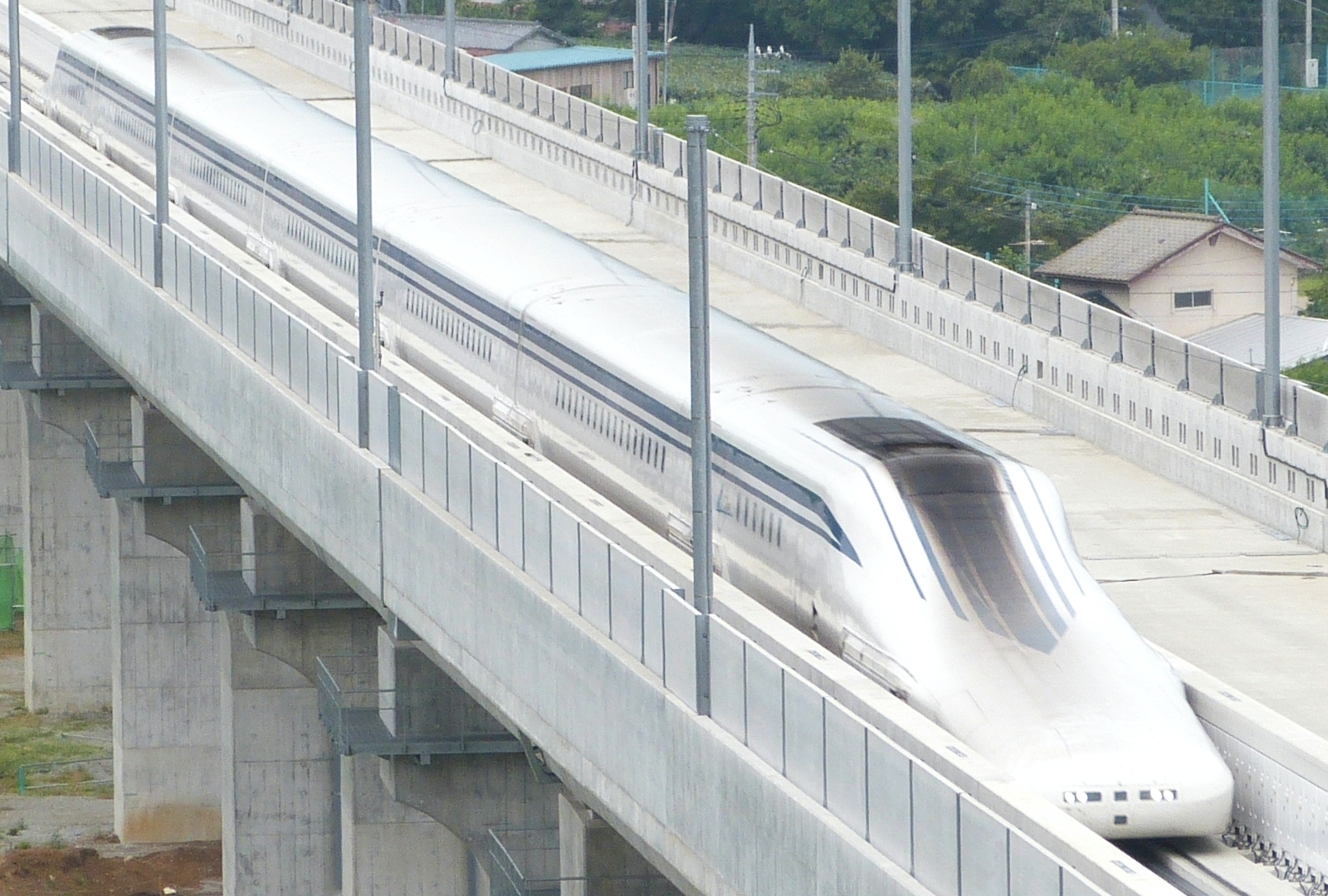
L0系實驗車，於山梨實驗線試驗中的7輛編組

## 關聯作品

### 電視劇及電影
- 《新幹線大爆破》（1975年東映出品　導演：佐藤純彌）
- 《新幹線公安官》（1977年7月～9月、1978年4月～9月、朝日電視台播出）
- 《新幹線物語'93夏》（1993年7月～9月、TBS播出。劇本：池田雄一）
- （1997年4月～6月，TBS播出。）
- 《烏龍派出所》劇場版：《網走往東京的爆走火車！》（2003年）
- （2004年。劇本：矢島正雄）
- （2004年11月3日、東京電視台播出）
- 《铁胆火车侠》，动画作品
- 《金鋼狼：武士之戰》（The Wolverine），2013年美國電影
- 《新幹線戰士》（2018年、TBS電視台播出）
- 《劇場版新幹線戰士：來自未來的神速ALFA-X》（2019年東寶出品）
- 《新幹線戰士Z》（2021年、東京電視台播出）
- 《子彈列車》（Bullet Train），2022年美國電影
- 《新干线惊爆倒数》（2025年网飞出品，导演：樋口真嗣）

### 電玩遊戲
- PS：電車GO!2高速編 秋田新幹線·東北新幹線
- PS2：電車GO!山陽新幹線
- Wii：電車GO! 新幹線EX 山陽新幹線